# 鰊場作業唄
鰊場作業唄（にしんばさぎょううた）、あるいは鰊場音頭（にしんばおんど）とは、北海道の日本海沿岸に伝わる民謡である。

## 概要
江戸時代後期から昭和時代中期まで隆盛を極めたニシン漁に従事する出稼ぎの漁師たちが、仲間の結束を固め作業の憂さを晴らすなかで自然に生まれた民謡である。北前船の乗組員や、東北地方からの出稼ぎ漁師が持ち込んだ東北民謡を基にした作業唄で、漁の流れに沿って四部構成を取る。
なお、鰊場作業唄の一節「沖揚げ音頭」が洗練されたものが、北海道民謡として有名な「ソーラン節」である。

### 名称について
北海道内各地の伝承団体では、ニシン漁労における労作唄の総称は「鰊場音頭」「沖揚音頭」とされる場合が多い。だが「沖揚音頭」は一連の労作唄のうち、「沖揚げ作業」（後述）の際に唄われる一節のみを指す場合もある。本稿では誤解を避けるため、平成3年（1991年）にキングレコードから発行されたCD「日本のワークソング」に於ける名称に従い、一連のニシン漁労労作唄を「鰊場作業唄」とする。

## 北海道におけるニシン漁史

### 漁法改良史

#### 和人の到来

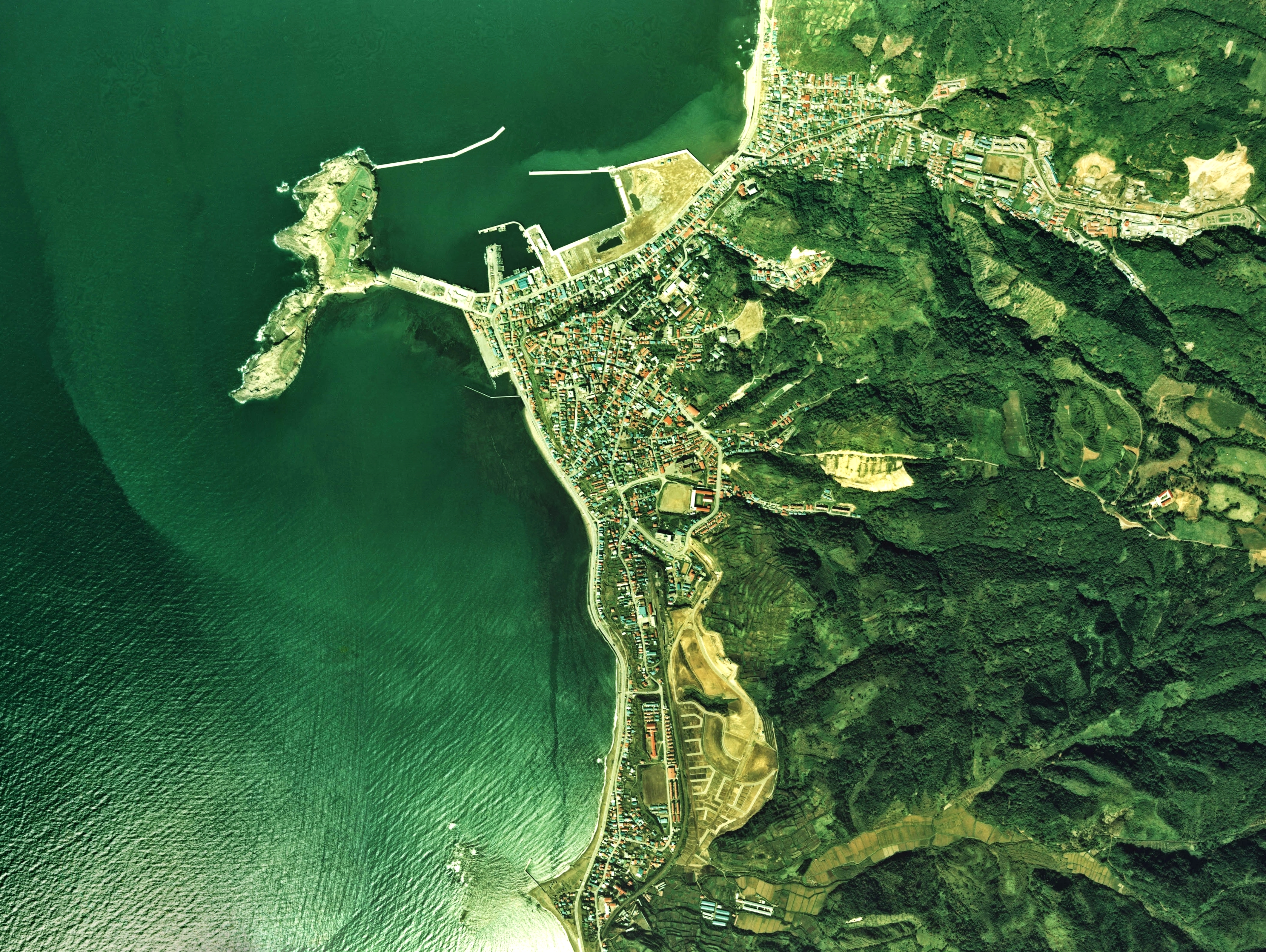
昭和51年（1976年）撮影の江差町市街。中央が鷗島。

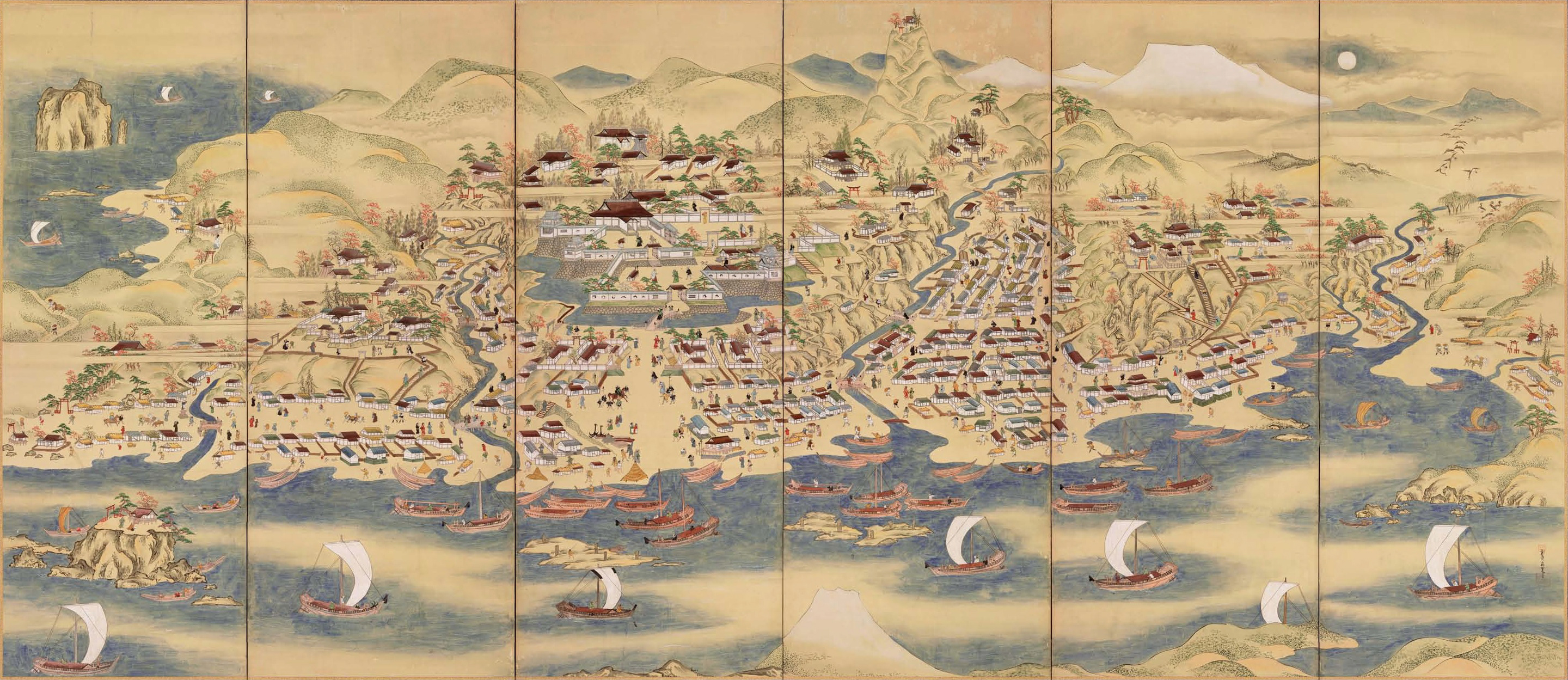
宝暦年間に描かれた「松前屏風」。西国はじめ諸国からの廻船で賑わう松前の城下町

かつて北海道の日本海沿岸では、春になればニシンが産卵のために大群となって押し寄せてきた。メスが卵を産み、オスが一斉に放精するため、沿岸から数キロの海面は白く染まるほどだったという。
この豊かな水産資源を求め、蝦夷地でも日本海沿岸は早くから和人が進出した。記録の上では、文安4年（1447年）に陸奥国の馬之助なる者が松前郡白符村（現在の松前町白符）で行った漁を、和人によるニシン漁の嚆矢とするが、建保4年（1216年）開基と伝えられる江差町姥神大神宮の創建伝承
にもあるとおり、古くから和人が来道してニシン漁に従事していたことは疑いない。しかしその当時のニシン漁は、凪の時分を見計らって沖に漕ぎ出し、シナノキの樹皮から取った繊維で編んだタモ網で掬いとるようなごく簡素なものだった。
時代が下って延宝元年（1673年）には、越後国の者が麻で編んだ刺し網を松前藩内に持ち込んでの商売を始め、宝永年間（1710年）には大型の網の使用も広まり始めた。和人そのものの活動範囲も広がり、寛政年間（1790年ごろ）には北海道北端の宗谷や樺太南部にまで和人の魚場が開かれた。天明3年（1783年）に江差を訪れた紀行家・平秩東作が著した旅行記『東遊記』は、ニシンが田畠の養い（肥料）として北国はもとより若狭、近江、五畿内、西国筋で使われ、干鰯より利益のあること。背肉は身欠き（身欠きにしん）と称して「下賤のもの」の食物となり、上方の煮売屋（総菜屋）が用いることを紹介した上で、
と、ニシン到来により湧き立つ町の有様を記す。
上記『東遊記』によれば、50日間に渡る漁期の水揚げ高は一万両、江差の町は諸国からの出稼ぎ漁師やニシン製品の売買で喧騒を極め、江差湊に集う諸国の船は2、300艘、ニシンの漁期には一般の出稼ぎ者（いわゆるヤン衆）でも数ヶ月の働きで12、13貫、病人や老人、僧侶以外の者は家に居ることなく立ち働き、寡婦でも8、9両、目端の利く者に至っては30、40両を稼ぎ上げていたという。
これ以前の江戸時代中期の宝暦年間（1751年から1764年）に描かれた「江差檜山屏風」（年代不詳、18世紀。現存物は模写。）には、アイヌの民族衣装・アットゥシを仕事着として刺し網漁に励む漁撈者、二人係で操作する木箱でニシンを満載して、板倉（廊下）に運ぶ人々、身欠きにしん製造に励む人々が描かれている。
蝦夷地の漁労（ニシン漁を含む）には多大の労力が要り、松前藩ではこれをアイヌを半ば強制的に徴用してきたが（18世紀、享保–文政年間）、鰊粕の生産量の増大に伴い和人が多く関わるように転じた。

#### 場所請負制と鰊粕

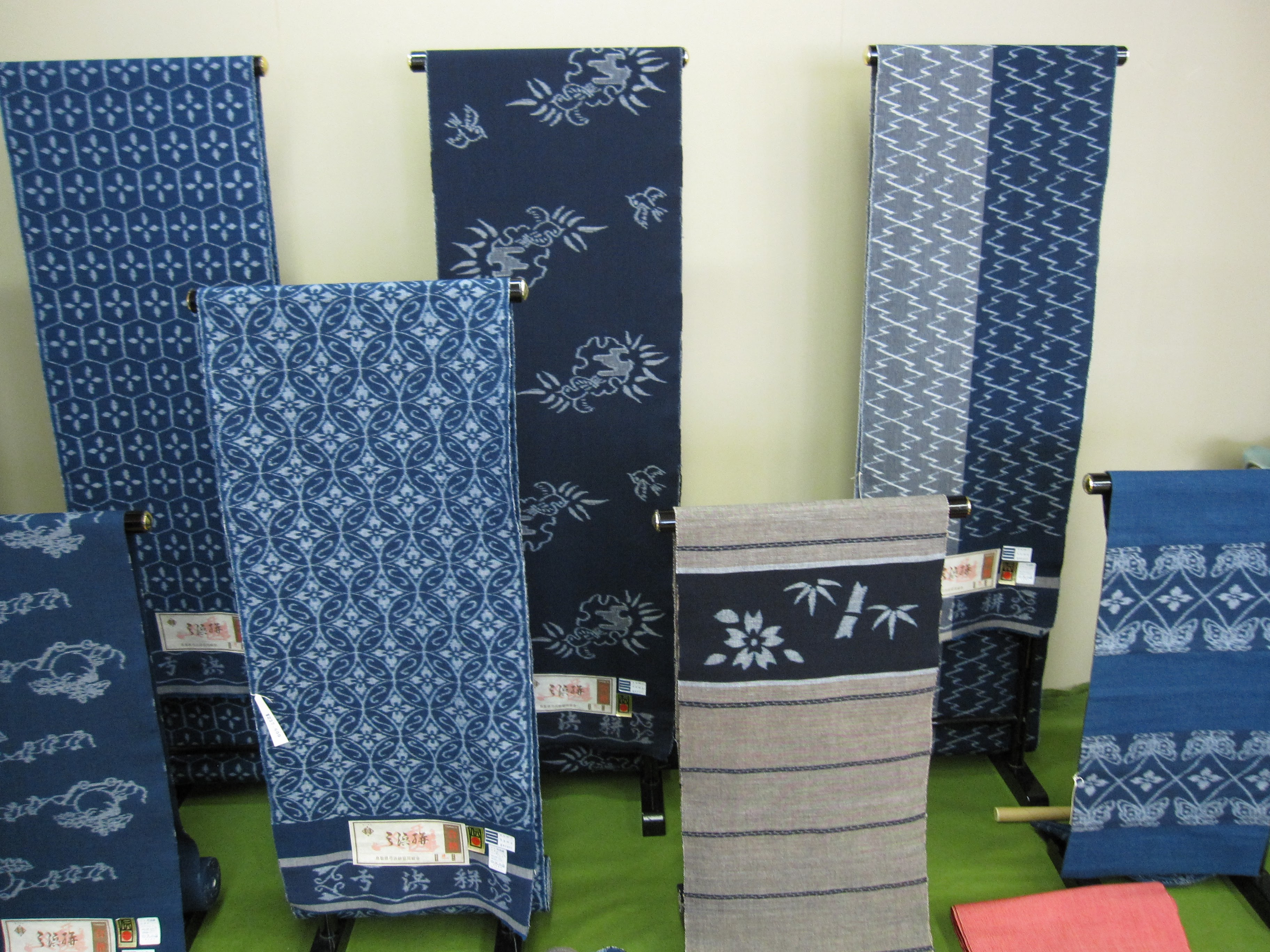
江戸期に流行した絣の着物は、綿花や藍を栽培する上での肥料「鰊粕」無くしては成立しえない

もともと松前藩は資源保護の観点、あるいは漁獲量の独占を避けるために網の使用は刺し網のみ許可し、地引網や建網のような大網の使用を禁じ、さらに知行地の秩序維持を名目として亀田、熊石に番所を設け、領民（和人）の「蝦夷地」への出入りを禁じていた。だが禁令も次第に緩み、元禄期(1688年から1703年)には松前藩本領を離れて海岸線を北上しニシンを求める「追鰊」（おいにしん）の語が文章に現れ始める。
日本最北の藩である松前藩の領地は寒冷地ゆえ米の収穫が望めなかった。そこで松前藩の財政は「石高制」ではなく、アイヌとの交易に頼っていた。北海道の沿岸各地に漁場と、買取・交易を行う〈商場〉（あきないば）（あるいは〈場所〉）を設けた。当初は家臣に運営を任じたが、商売に不慣れな藩士では利益が望めない。そこで18世紀の初めころから各漁場拠点である〈商場〉を上方から進出した商人（特に近江商人など）に運営させ、商人の利益から運上金を上納させて藩財政に充てる「場所請負制」が成立する。幕府は寛政11年（1799年）に東蝦夷、文化4年（1807年）に西蝦夷の知行を召し上げて直轄領とした。東（函館拠点）では当初は直営したが、すぐに御用商人の請負に切り替え、西では近江商人の請負がそのまま据え置かれた。松前藩には文政4（1821年）に知行の復帰がかなった。
18世紀以降は内地においてミカンや藍、綿花など商品作物の栽培が広まり、肥料としての効果が高い金肥が求められていた。干鰯の値段が高騰するとともに、ニシンから魚油を搾り出した際に残る搾りかす「鰊粕」が肥料として注目されることになる。鰊粕の需要増大を受け、場所請負商人の先導により安永年間（1775年）ごろには国後島や厚岸、さらに網走などオホーツク海沿岸で地曳網を使用した大規模な漁が始まる。これらの地域は松前から僻遠の地で監視の目が行き届かず、地引網の運用に適した平坦な砂浜海岸の地勢に恵まれていた。道東と交流の深かった八戸藩では元禄年間からイワシ漁の地引網漁がおこなわれていたことから、地引網の漁法は当地から伝わったとも考えられる。一方、北海道の日本海沿岸、とりわけ渡島半島や積丹半島、石狩湾以北から雄冬岬を経て天塩川河口に至る沿岸は断崖が直に海に落ち込む地勢ゆえ、地引網の操業には適さなかった。ゆえに海中にあらかじめ仕掛ける「建網」の改良が促されることになる。

#### 笊網、行成網、角網（捕獲用の網）

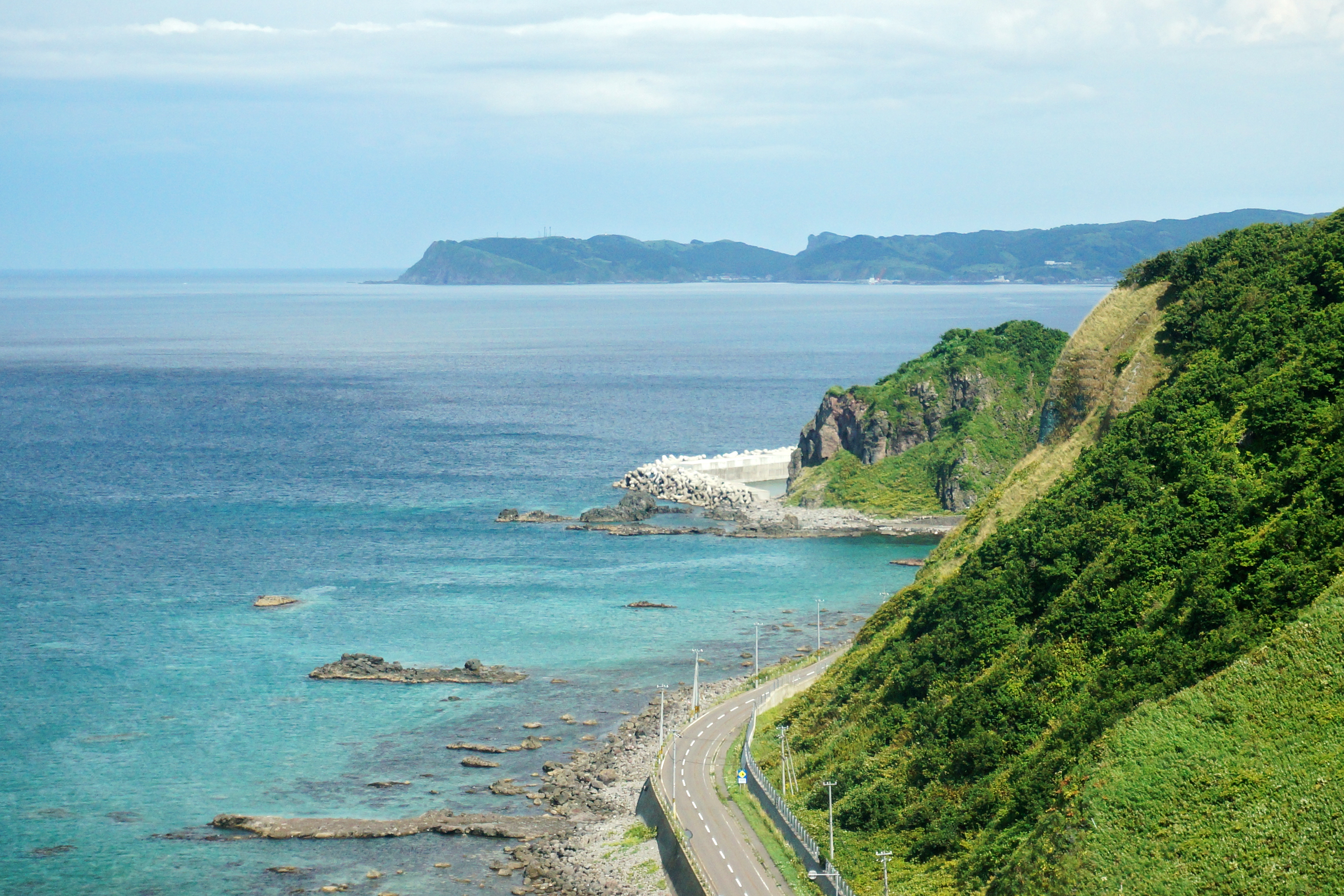
積丹町の積丹岬遠望。積丹半島はじめ北海道日本海沿岸は、断崖絶壁が直に海に落ち込む地勢であり、地引網の操業には向かず、定置網の改良が促された。

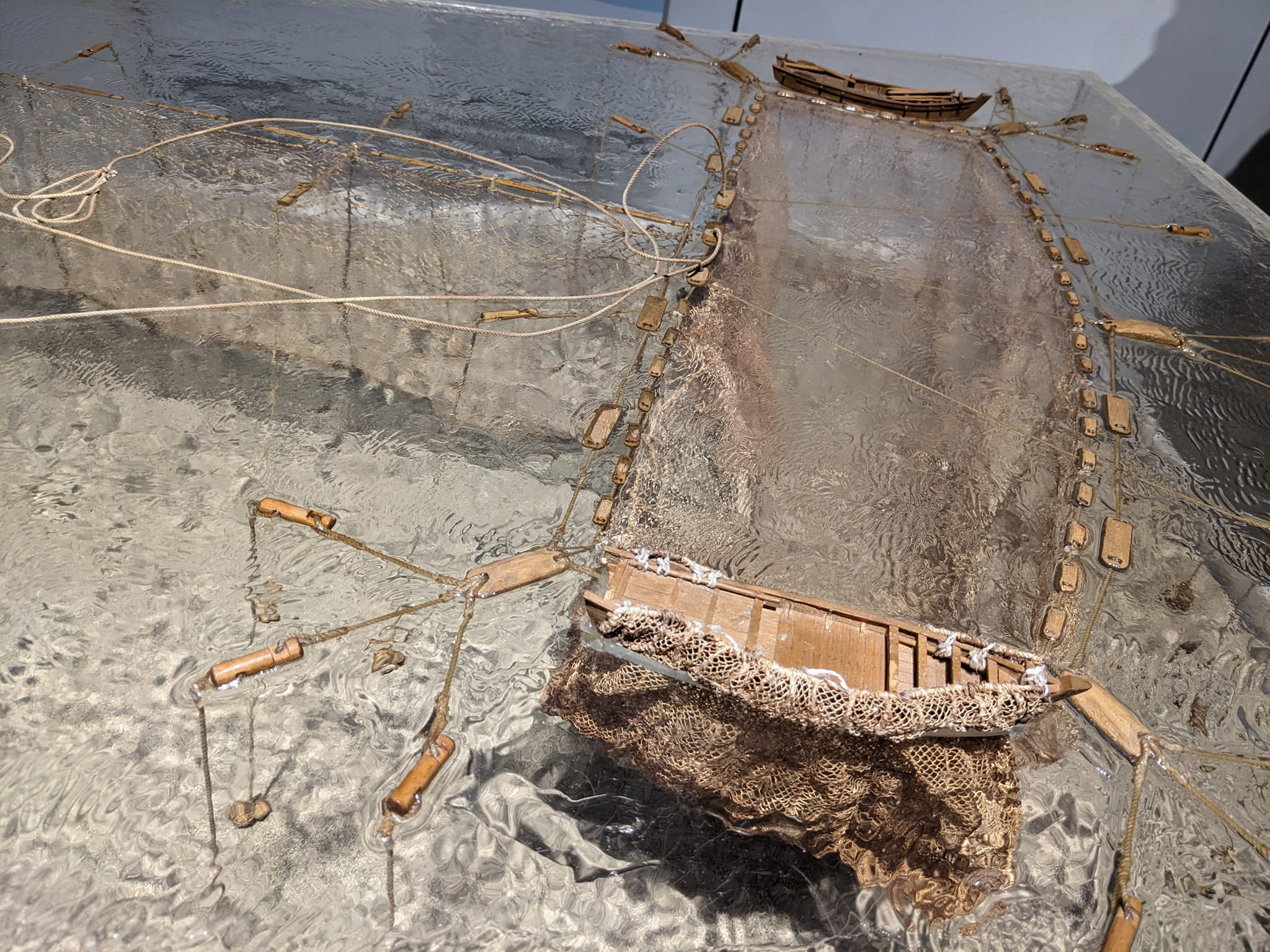
明治期の鰊漁で使用された網「角網」を模したジオラマ。奥の「起こし船」に乗り込むヤン衆が網を上げ、手前側の「枠船」に取り付けられた「枠網」にニシンを追い込んでいく（北海道博物館）

文政元年（1818年）ころから日本海沿岸の小樽や余市付近で、笊網が導入される。笊網は鶴が翼を広げたような形状で、左右の袖網を操作して内側の魚群を徐々に追い込む方式で、刺し網による漁では1漁期に30石程度だった漁獲高は180石に跳ね上がる。しかし、笊網は操作時に左右の袖網が波に打たれて細かな騒音を発し、ニシンを警戒させる欠点があったため、文化年間（1810年）から弘化年間（1845年ごろ）にかけて行成（いきなり）網が導入されるようになる。
行成網は上から見れば「矢印（↑）」の形をしており、海岸付近を回遊するニシンを垣網で遮って誘導した末に、「矢印の先端部分」にあたる網本体に魚群を追い込む仕掛けで、「いきなりあみ」の名称は文字通り魚群が「いきなり」入るから、ともいう。はじめから袖網が無い行成網は騒音を発する欠点もないため、文化年間に釧路、根室、国後島、択捉島から普及し、後には天保年間に日本海沿岸の増毛、嘉永年間には磯谷、歌棄、そして幕末までには全道的に広まった。だが、行成網に備える「起こし船」「枠船」（後述）はそれぞれ海岸線から見て「水平の位置」に停泊させる必要がある。そのため船は必然的に横波を受け続けることになり、沖泊まりの乗組員は船酔いに悩まされた。
場所請負制度は明治2年（1869年）に廃止され、明治9年（1876）に漁場は解放されて新規参入者の増加で漁獲量も増え、数年で百万石（75万トン）に上るようになる。漁法にも引き続き改良がくわえられ、明治23年、（1890年）、積丹郡出岬村（現、積丹町入舸地区）の斎藤彦三郎が、もともと鮭鱒用の定置網だった「角網」をニシン漁に導入した。角網は行成網同様に「垣網で誘導した魚群を網本体に追い込む」形状で、行成網が「↑」の形なのに比して、「T」の字型をしている。行成網の口は魚の出入りが自由なのに比べ、角網は入り口が狭く、1度内部に進入した魚を逃しにくく、さらに網の口をシャッターのように閉じられる「前垂れ網」が装着されている。しかも「起こし船」「枠船」はそれぞれ船首を沖に向け、浜と直角方向に停泊させる仕様のため、横波で揺れる問題も解消される。そのため瞬く間に普及し、明治32年（1899年）には全道の建網利権数約6千統のうち、4千統以上が角網で占められていた。

#### 袋網、枠網（運搬用の網）
一方、大網を用いて大量に捕獲したニシンを、陸上に運搬する方法にも工夫が加えられた。まず嘉永4年（1851年）、積丹半島美国（びくに）で使用されはじめたのが袋網である。これは長さ8間、口の周囲5間で40石のニシンを入れることができ、獲物を一時的に海中に沈めて保存し、折を見て陸まで運ぶ際に用いられた。
しかし海中に沈めたままにされた袋網は、海流で流され海底で摩れて破れる恐れがある。そこで安政3年（1857年）、積丹半島の東岸、古平郡群来村の秋元金四郎が浮きを兼ねた丸太の枠に網を吊り下げた「枠網」を開発し、翌年には同村の白岩八左衛門が、網袋を船に直接吊り下げ、船付き場まで漕いで運ぶ方法を考案した。こうして、ニシンが250-300石 (200t) が入る枠網（網の口の丸太の枠は改良で取り払われたが、「枠網」の名称はそのまま残った）を取り付けた運搬用の船「枠船」が開発された。行成網や角網に追い込んだニシンをそのまま海上で枠網に落とし込み、これを幾度も繰り返して枠網を魚で満たす。枠網を吊り下げた枠船が波静かな場所まで移動したところで、ニシン運搬専用の船「汲み船」が次々と漕ぎ寄せては網の内部のニシンを汲み出す作業「沖揚げ」で運搬船に移し替え、船着場まで運んで陸揚げする。
一方で積丹半島西岸の古宇郡泊村や神恵内村、あるいは利尻島の仙法志村など海を北西方向に望む地域は天候の変化が激しく、たとえ大量のニシンを得ても沖揚げ中に時化に巻き込まれる危険性が高かった。そこで当地では7、8石のニシンを袋網にこまめに分けた上で曳航し、海岸に設けられた人工の入り江「袋澗」に溜めた上で水揚げした。
漁具や漁法の改良は、刺し網に頼る在地の零細漁民と場所請負人との軋轢に繋がり、安政年間には網切騒動のようなトラブルも勃発している。だが漁法改良の結果、明治・大正期には一箇所の漁場における数ヶ月の操業で、生ニシン200貫を1石として400石から3000石 (700t-2250t) の漁獲を誇るようになった。

### 出稼ぎ漁師の生活

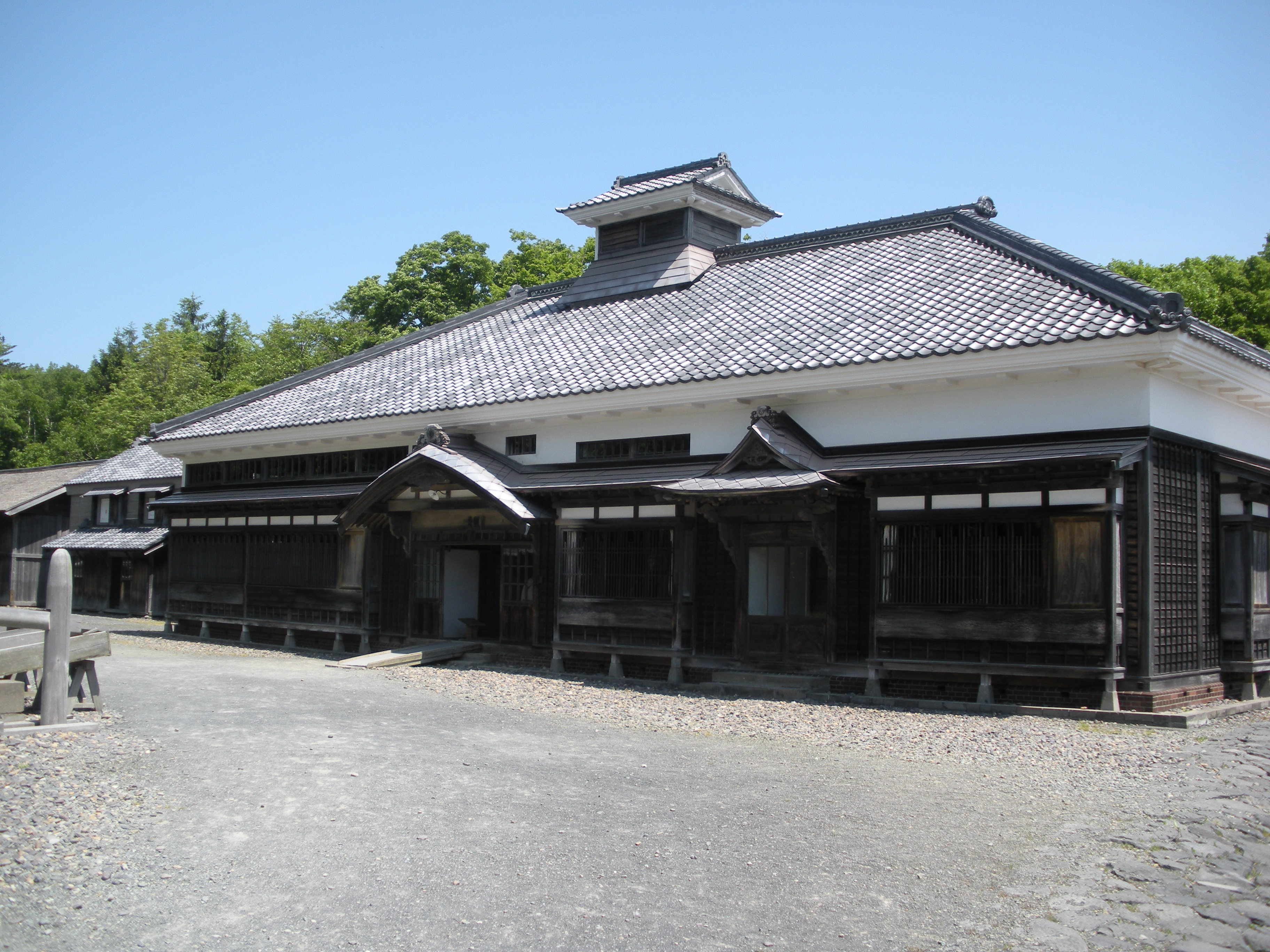
ニシン漁場経営者の大邸宅「鰊御殿」（北海道札幌市厚別区「北海道開拓の村」にて撮影）

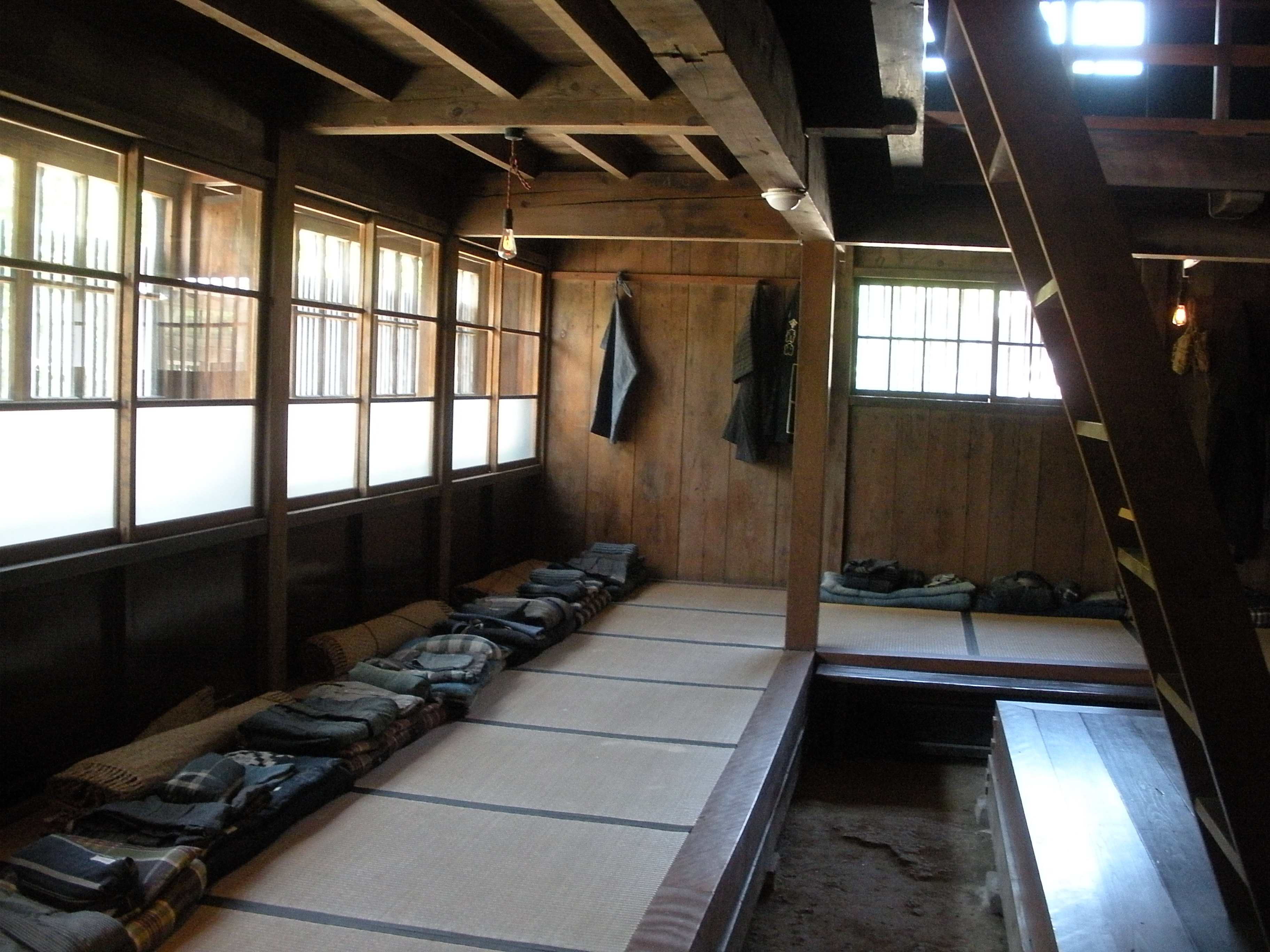
鰊御殿内部・ヤン衆の居住区

一連のニシンの漁期を「始納中」（しのうちゅう）と呼ぶ。始納中は毎年3月から5月の短期間ながら、膨大な労働力を必要とし、当時の北海道の人口ではとても賄いきれないため、漁期には北海道内はもとより東北地方各地より出稼ぎ労働者が北海道西海岸に集結した。すでに江戸期から数万人の労働者が蝦夷地へニシン稼ぎに渡っていたが、東北地方に大打撃を与えた天保の飢饉以降は一層顕著となり、明治初期で5、6万人、さらに北海道開拓が本格化した明治20年（1887年）で10万人近くに上った。大正14年（1925年）の調査では、ニシン労働者約6万5千人の内訳は地元3割、道内2割、道外5割となる。そのうち道外者は青森県出身者が最も多く、ついで秋田県や岩手県などの東北各地である。

#### 雇用方法
出稼ぎ者の募集や雇用の方法にはいくつか種類がある。資金のある親方は漁場で長年勤続する大船頭に故郷の仲間を推薦させるか、あるいは親方自身や代理人が他地域の村落に赴き、村内の適齢者をまとめて募集した。船頭の推薦者ならば信用があり、また同一地域で多数募集された者ならば、仮に勤務中に職務怠慢や逃亡などの不始末をしでかせば故郷へも悪評が伝わり、彼らのその後の人生に影響する。地域社会での評判が「抑止力」となるため、まじめに業務に励む。そして同一人物を長年雇用し続けることで気心も知れ、指示系統がなめらかになる。だが零細の漁場では人選を周旋屋（人材派遣業）に頼まざるを得なかった。この方式では年ごとに大船頭から平の漁夫まで初対面の者のみが寄せ集められる結果となり、挙句は素行不良の流れ者も混じる。指示系統の不手際や人間関係のトラブルから、なるべくして不漁に終わる例も多々あった。

#### ヤン衆とオロロン

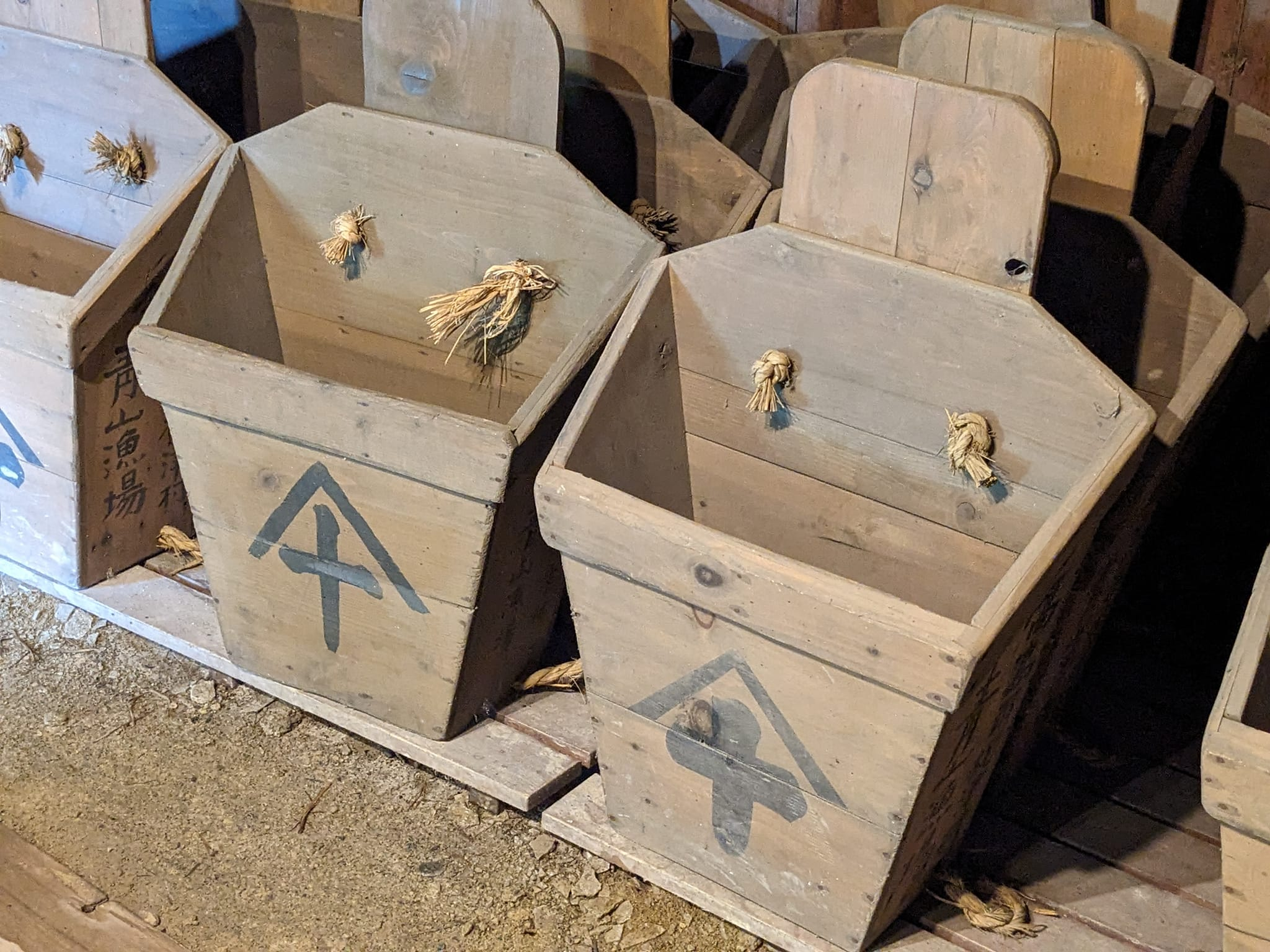
ニシン運搬用の背負い箱「モッコ」。ニシン運搬や身欠きにしん製造は雇いの女衆の仕事だった

彼ら出稼ぎ労働者のうち男性は「ヤドイ」（雇い）、あるいは「ヤン衆」と呼ばれていた。「ヤン」の語は、アイヌ語で北海道島を意味する「ヤウン・モシリ」に由来するとも、網曳き漁を意味する「ヤーシ」に由来するとも言う。あるいは「やんちゃな衆」「家内（やうち）の衆」が訛った、との説もある。だが「ヤン衆」の語には俗語めいたニュアンスが伴うため、漁場の親方は彼らを年齢にかかわらず「若い衆」と呼んでいた。これは17、8歳の少年でも、60歳近い老漁夫でも同様である。
彼らの中には秋の鮭漁が終わったころにニシン漁場に現れて居つき、雑用を卒なくこなして年を明かし、ニシンの漁期には帳場をこなし、漁期が終われば何処かに去っていく。彼らは「石狩ヤン衆」と呼ばれ、総じて教養があり性格も温和だが、決して身元を明かなかった。彼らは「徴兵忌避者」とも考えられている。一方で渡り者のヤン衆のうち、程度が落ちて箸にも棒にもかからない者は「樺太ジャコ」と呼ばれた。樺太と北海道を股に掛ける無宿人との意味合いが込められているという。
生まれ育ちも心根も雑多なヤン衆たちを現場で統率する大船頭には威厳が求められた。重さ90 kg近い鰊粕の俵を担ぎ上げて腕力を誇示し、熊皮の袖なしを着込んで炉端に座り、無言で若い衆を見つめ威圧する。喧嘩の仲裁をする。時には見せしめとして、素行不良者を逆さ吊りにして海に漬け込む。だが時には若者たちに親しく語りかけて彼らの故郷の事まで気づかいするなど、優と剛を使い分けて漁夫の統制を計った。数か月間で勝負するニシン漁場では、人間関係の構築に気を使うものだった。
一方、女性の出稼ぎ者は、渡り鳥のウミガラス（オロロン鳥）になぞらえ、オロロンと呼ばれた。彼女達は主に津軽か出羽の出身で、彼岸の10日前（3月上旬）に漁場へ現れては陸上でのニシン運搬やニシン潰し（ニシンを捌いて身欠きにしんを作る作業）に従事したが、実直な手仕事に耐えられずヤン衆相手の売春に糧を求める者も少なからずいた。彼女たち漁場の娼婦は七連（ななつら）と呼ばれた。娼婦を一回買う相場が身欠きニシン7連（約140匹）だったことが名の由来である。

#### 漁場での生活
前年の暮れになれば、漁場や周旋屋の使いが出稼ぎ者の実家を訪れ、前金を支払う。その金で正月を祝い、年が明けて3月中旬になれば、出稼ぎ者は簡単な夜具と着替え、干わかめなど自前の食料、あるいは南部煎餅や干し柿など親方への土産物を手にしてニシン漁場へと向い、宿舎を兼ねた親方の大邸宅・鰊御殿に集結する。網子合わせ（アゴアワセ）と呼ばれる大漁願いを兼ねた顔合わせの祝宴を催した後は、漁への臨戦態勢として除雪作業や漁具の整備、或いは鰊粕製造用の薪の確保、身欠きにしん結束用の樹皮の確保に奔走する。
3月下旬、ちょうど彼岸の中日ころの大安吉日を選んで「網下ろし」が執り行われる。親方や船頭が神棚に拍手を打って豊漁祈願をしたのち、漁夫一同に規則と各自の役割を申し渡す。以降は刺身やカスベの酢味噌和え、煮魚を肴として無礼講で飲み交わし、「大漁餅」と称して、直径15cm以上はある餡入り餅を漁夫や来客、子どもたちにも振舞う。宴がさわりに至った頃合いに、鰊場作業唄を斉唱しつつ親方や船頭、さらに地域の顔役などを胴上げして大漁を祈る。やがて4月になれば、浦々にニシンの群れが集団で押し寄せ、産卵・放精のために海面が白く染まる現象「群来」（くき）の知らせが届き始める。江戸期のニシン漁では資源保護のため群来を実際に見極めた上で漁を始めたが、明治以降は周辺海域の群来情報から予測を立ててあらかじめ網を仕掛け、ニシンを待ち構えた。以降、出稼ぎ者は一日につき7、8合の割合であてがわれる豊富な白米飯と焼き魚の代償として（なお酒の支給は1漁期で一人1升2合だった）、船漕ぎに網起こし、ニシン運搬、ニシン加工とあらゆる肉体労働に邁進した。一方で親方の側でも、ヤン衆にはあらゆる重労働の見返りとして白米の飯をたらふく食わせるのが礼儀であり、米を出し惜しみしてかて飯をあてがうなど親方の沽券にかかわることだった。建網1カ統の運営に30人必要となれば1日で消費される米は2斗5合から3斗、5～6カ統を運営する漁場ならば1漁期で200俵以上の米が必要となる。漁場には専用の米蔵を設け、越後や庄内、秋田、津軽から海路で運ばれた内地米を確保しておく。ヤン衆を養う飯米の仕入れは親方の重要な仕事のひとつであり、囲炉裏端の親方の座る席に部外者がうっかり坐れば、「お前が米を買うのか！」と怒鳴りつけられたという。

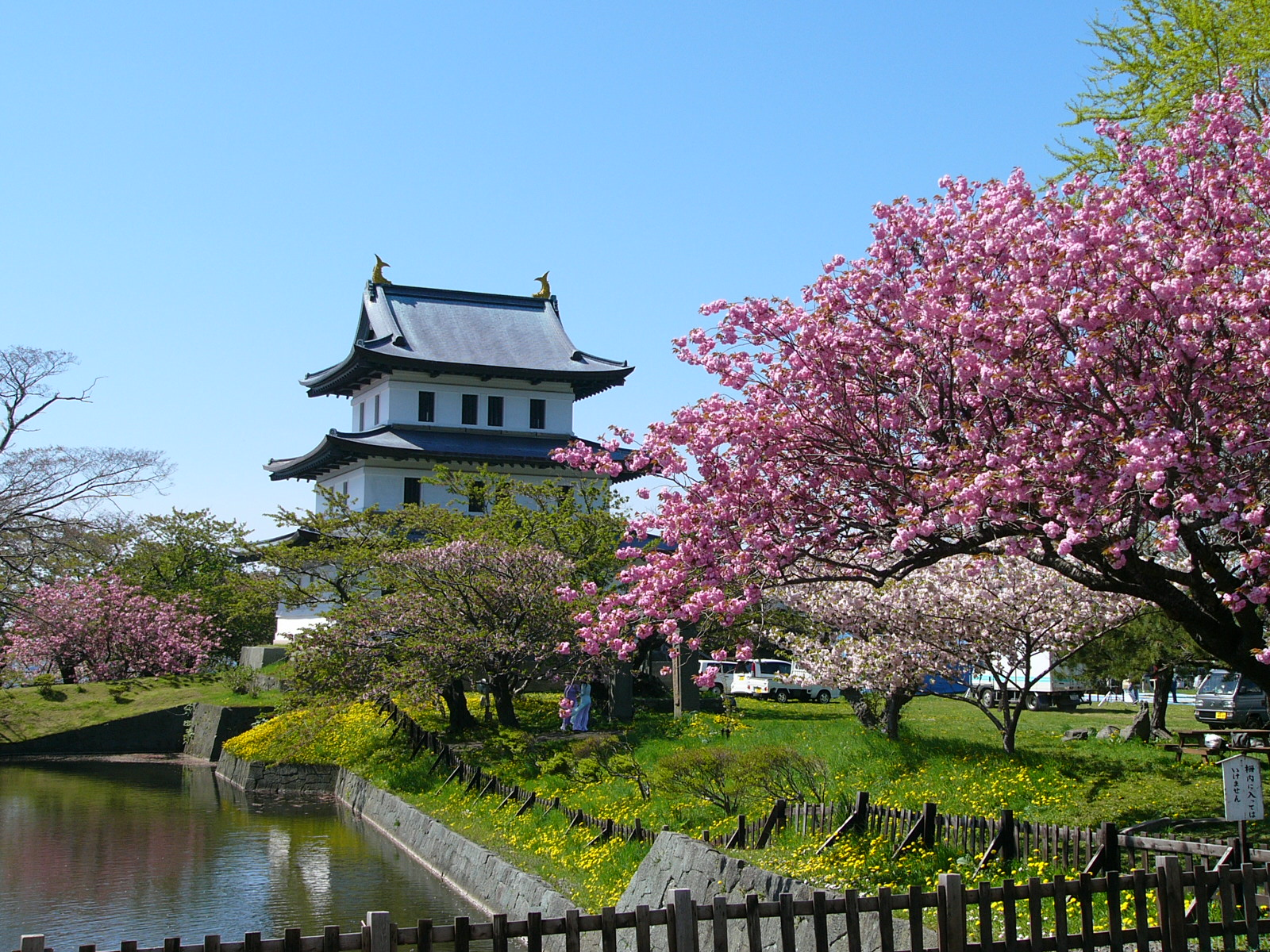
松前城の復元天守と桜。北海道で桜が咲くのは、ニシン漁期の終盤に近い5月である。松前の桜は、江戸期に西国の商人によって持ち込まれたものである

一連のニシン漁が終了するのは5月下旬である。この時期になればニシンは去り、網にはホッケやカレイが混じり始める。そしてヤン衆の故郷の農村では田植えが迫る。今期の漁で破損した漁具を陸揚げして修理するほか、魚網は腐敗を防ぐため染料とともに煮沸する。後片付けを済ませた上で、網子別れ（アゴワカレ）と呼ばれる解散の宴を催す。雇い漁師には規定の報酬とともに、九一（くいち）と呼ばれるボーナス、さらに土産物の干しカズノコや身欠き鰊が支給された。平均的な出稼ぎ者の報酬は、米1俵が3円だった明治30年代で30-40円。九一は30円あまりである。九一の金額は立場によって差があり、一例を挙げれば船頭は2人分、下船頭は1.5人分、起こし舟船頭は1.3人分、連絡係の磯舟乗りは1.1から1.2人分、平の漁夫は1人分、炊事係は0.6人分だった。同一の漁場で長年にわたって勤務し親方の信用のある者、重労働である鰊粕製造、寒中で海水に浸かっての袋澗整備に従事した者は優遇され、「トワタリ」と呼ばれる初心者や渡り者にも「お情け」で「つかみ九一」と呼ばれるいくばくかの報奨金が支給される。病気などで3日以上休んだり仕事を怠ければ九一の受給対象とならないが、報酬に不満があっても口に出さないのが礼儀とされていた。それでもやはり九一の金額は切揚げ間近のヤン衆の思案の的であり、沖揚げ音頭（後述）の歌詞にも「アベボよく聞け　ヤサカギ野郎も　五月勘定に話ある」と唄われている。
一連の漁期が一段落した旧暦5月の北海道西海岸は、ニシン製品の売買や積み出し、帰郷前に歓楽街へ繰り出す漁師達の喧騒に包まれた。松前藩の商都だった江差の街は、その繁栄ぶりを「江差の五月は江戸にも無い」と称された。

### 鰊場作業唄の成立
建て網一枚を運営する組織単位を「統」と呼ぶ。ニシン漁の親方が1ヶ統を運営するには漁夫25人前後、臨時雇いの男衆7、8人、陸上でのモッコ背負いやニシン潰しの女衆20人、さらに大工や炊事係も加わる。建て網5ヶ統を構える大宅（おおやけ）の旦那ともなれば数百人のヤン衆を抱えることになる。大勢の雇い人たちをまとめ上げ、さらに辛い肉体労働を要領よくこなし、仕事の憂さを晴らさせるには「唄」による結束が不可欠である。鰊場作業唄はその中で自然発生的に生まれた。逆に言えば、鰊場作業唄の成立年代は、ニシン漁の規模が大型化し多数のヤン衆を抱えるようになった近世末期以降と考えられる。
出稼ぎ漁師が出身地の民謡や流行歌を漁場の仕事の中で唄い上げ、作業唄の原型を造る。後に「ソーラン節」として編集された「沖上げ音頭」は青森県野辺地町周辺の住人が船の荷揚げ作業の作業唄として唄っていた「荷揚げ木遣り唄」から変化したとされる。以下は昭和12年（1937年）、民謡研究家の町田嘉章が野辺地町で採録した歌詞である。
同様の囃子言葉の荷揚げ唄は野辺地のみならず五戸町、さらに旧南部領一帯に伝承されており、ニシン漁の建て網技術の伝承に伴い唄も北海道内にもたらされたと考えられる。なお竹内勉は「ソーラン」の語源について
「元はソーラ、ソーラァだったが、青森県のような寒冷で風の強い地域では、大きく口を開いてラァの音を作ることが困難だった。そのため口が結ばれ、ソーラァがソーランになった。しかも荷役のような力仕事では、口を結べば腰を落とせ、作業効率の上でも好都合だった」と考察している。
ソーラン節の歌詞として知られる
沖のかもめに潮どき聞けば　わたしゃ発つ鳥　波に聞け
に類似した歌詞として、新潟県の郷土芸能「綾子舞」の唄には
をきのかごめに　ものといえきけは　わしわたつとり　なみにとい
が存在する。
なお「をきのかごめに…」の類型としては、
などの類歌がある
國學院大學民族歌謡文学の須藤豊彦によれば、江戸時代中期の御船歌と呼ばれる儀礼の歌や俗謡集「小禾集」に"沖のかごめに"と言う一節に酷似した歌詞があり、船乗りが北海道に伝えたという。上方から瀬戸内海を経て日本海から蝦夷地へ至る「北前船」の航路、島根県益田市には、「沖のかもめに　汐時問うなら　わたしゃ立つ鳥　波に問え」を歌詞とした唄が、家普請時の杭打ち唄として伝承されていた。
「網起こし音頭」のうち「アラアラドッコイ（もしくは　アリャアリャドッコイ）　ヨーイトコ　ヨイトコナー」の掛け声を持つ「切り声」「木遣り」のパートは伊勢神宮の遷宮に関わる行事・御木曳の際に唄われる木遣唄、「松前木遣」が起源と考えられている。
瀬戸内海塩飽諸島の船乗りは伊勢神宮を熱心に信仰し、新造船の舟卸しから帆柱起こしなど大人数が力を結集する作業のおり、音頭取りとして松前木遣を唄った。大坂から瀬戸内海を経て北海道に向かう北前舟の航路に当たる山陰、北陸方面から東北の港町にも、この木遣唄の一節、つまり「アラアラドッコイ　ヨーイトコ　ヨイトコナー」「アリャリャン　コリャリャン　ヨーイトナー」の掛け声を含む民謡が伝承されている。北前舟の航路に当たる富山県伏木の民謡「帆柱起こし音頭」の囃し言葉は、網起こし音頭の旋律に似ている。北海道方面への伝播は北前船の影響もあるが、前述の建て網の設置法を伝えた陸奥国南部領の漁民が、網起こしの際の仕事唄として用いたものがそのまま定着したものと考えられる。
家族を故郷に残し、一人異郷で働く漁師たちは仕事の愚痴や男女の仲をネタに新たな歌詞を作っては唄い上げ、仕事を終えて故郷に戻った後は、地元で鰊場作業唄を広めた。かつて北海道に大量のヤン衆を送り込んだ青森県野辺地町や八戸市には、ヤン衆によって持ち帰られた鰊場作業唄が伝承されている。

## 鰊場作業唄
鰊場作業唄はニシンの水揚げ作業の段階に伴い、「船漕ぎ音頭」・「網起こし音頭」・「沖揚げ音頭」・「子叩き音頭」の四部から構成されている。
以下、明治、大正時代のニシン漁の手順に従って各唄を解説する。

### 舟漕ぎ音頭
ニシン漁に使われる舟は、「保津船」（ぼつぶね、ほっつせん）、「三半船」（さんぱせん）と呼ばれる全長13mほどの手漕ぎの和船である。船の左右に長さ3mの櫂が合計で8から6丁、艫（船尾）に1丁の艪が取り付けられ、櫂に漁夫１人が取り付いて船を漕ぎ進める。
網を仕掛けるため、或いは群来の知らせを受けて漁場に繰り出す漁師たちが舟漕ぎの調子を整えるため歌われた唄が舟漕ぎ音頭である。船頭や音頭取りのハオエ（独唱）に続いて漕ぎ手全員がシタゴエ（斉唱）で答える形式を取る。
以下は、小樽市郊外、忍路や祝津（しゅくづ）の例。
（太字は船頭のハオエ（独唱）、下線は漕ぎ手のシタゴエ（斉唱））
オーシコー オーシコー
エンヤァーアエー オーシコー
エンヤサァーアエー オーシコーオー
オオコーイヨー オーオシコー
以下、繰り返し
ホーラァー ホーラァーヨエサァーエー
エンヤレ ホーラアオーシコーオー
オオコーイーヨ オーオシコー
漁場までの行き帰り、あるいは速度変更、航路変更などさまざまな場面に応じ、掛け声を使い分ける。
積丹半島東岸、積丹町の美国集落では一般的な船漕ぎの際は「オーシコー」を用いたが、状況に応じて以下の掛け声を用いた。
- 流し漕ぎ

ヤサホータエ ヤサホータエ
ヤサホータエ ヤサホータエ
エーソラエー ヤサホータエ
ヤサホータエ ヤサホータエ
- 立ち漕ぎ

オーホラヨー オーホラヨー
オーホラヨー オーホラヨー
いくら大家の オーホラヨー
姉娘でも オーホラヨー
一度は他人の オーホラヨー
手にかかる オーホラヨー
オーホラヨー オーホラヨー
オーホラヨー オーホラヨー
- 立ち漕ぎ

ヤーセーノヤーセー ヤーサーノヤーセー ヤーセーノヨー ヤーセーノヤーセー ヤーサーノヤーセー ヤーセーノヨー
アイヌの婆ッコ 長い煙管くわえで バフランバフラン アイヌの婆ッコ 長い煙管くわえで バフランバフラン
- 後退

ヨイトサンヨー ヨイトサンヨー
ヨイトサンヨー ヨイトサンヨー
アトゲもレコだ ヨイトサンヨー
一般的な船漕ぎでも逆走でも、音頭取りのハオエに漕ぎ手が斉唱で答える形式は、全道的に変わりがない。
時に船頭は「ホラ道中は長いぞ」「ホラ若い衆が揃った」「今日は日も良し…雇いの盆だでぁ」「ホラこれさえ済めば…ホラ髪長お酌で」などと即興で歌詞を作って歌い上げる。漕行が一時間以上にも及ぶ際は、船板を踏み鳴らしては気合を入れ、あるいはわざと歌詞を冗長に唄い上げることで漕ぎ手に休息の隙を与える。ハオエの語尾とシタゴエの語頭が重なり合って微妙な和音が作り出され、ニシン漁場独特の空気を醸しだす。

### 網起こし音頭
※以降は、「角網」を使用した場合の網起こしの経過と作業である。

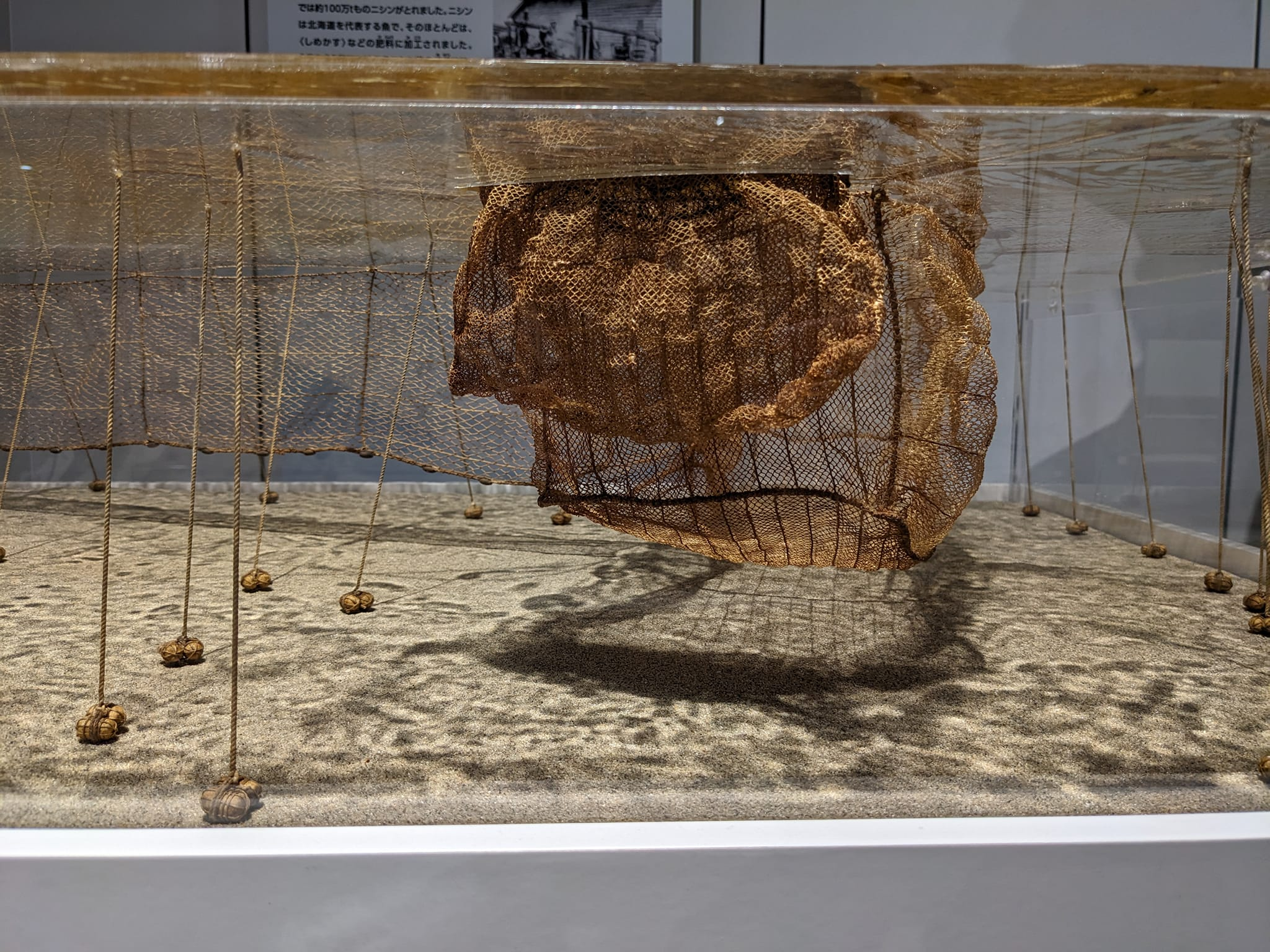
明治期の鰊漁で使用された網「角網」を模したジオラマの、横からの画像。鰊運搬用の網「枠網」が取り付けられている（北海道博物館）

海岸から数キロの沖合いに仕掛けられた網の左右には、漁夫たちが乗る「枠船」と「起こし船」が陣取り、ニシンが「乗る」瞬間を待ち構える。ニシンの群来は俗に「ニシン曇り」と呼ばれる気温が高い曇天の日の夜半が多いため、漁夫は筵屋根を仕掛けた船内の胴の間に据えられた炉の火で体を温めつつ、徹夜で海を見張り続ける。
やがて海面に気泡が立ち、魚鱗が光るなどの兆しの末にニシンが押し寄せる。海岸にそって泳ぐ群れは沿岸から沖へと延びる障壁・垣網に遮られ、続々と網の中心部・身網に乗り込んで行く。気配を察した船頭が「のだ！」（乗った！）と号令をかけるや、漁夫一同は臨戦態勢に入る。網の口から伸びる「サワリ糸」を指の股に挟んだ船頭は、糸にぶつかるニシンの感触で乗り込んだ量をうかがう。
人力で引き揚げられ、なおかつ網が破れない程度にニシンが追い込まれたと判断すれば「起こせ！」と号令して即座に枠船側で網の口を閉じさせ、「尻スド」と呼ばれる網の起こし船側で一斉に網起こしにかかる。十数人がかりで建て網を引き上げ、枠舟に取り付けられた運搬専用の網「枠網」と連結させ、膨大な量のニシンを追い込んでいく。
この作業の中で唄われたのが「網起こし音頭」である。以下は、小樽市忍路や祝津（しゅくづ）の例。
（太字は船頭のハオエ（独唱）、下線は漕ぎ手のシタゴエ（斉唱））
ヤーセイ ヤーセイ
ヤーセイ ヤーセイ
ヤサホイ ヤーセイ
ヤーセイ ヤーセイ
単調な旋律で始まり、網が徐々に引き揚げられニシンが網の片側に集められるにつれ掛け声も変わる。
エーンヤサ エーンヤサ
エーンヤサ コーラヤサ
エーンヤサ エーンヤサ
エーンヤサ コーラヤサ
ホーラー ホーラーオーシコイサー
ソーラー ソーラーオーシコイサー
ホーラー ホーラーオーシコイサー
ソーラー ソーラーオーシコイサー

網起こしの掛け声は、上記の「ヤーセイ」と共に「ドッコイショ」の系統がある。
以下は、積丹町美国集落の例である。
アラ　ドーッコイ　ドッコイショ アラ　ドーッコイ　ドッコイショ
ドッコイヤサ　ドッコイショ アラ　ドーッコイ　ドッコイショ
ドッコイヤサ　ドッコイショ アラ　ドーッコイ　ドッコイショ
ドッコイまでとは　ドッコイショ アラ　ドーッコイ　ドッコイショ
同様の「ドッコイショ」の網起こし音頭は、江差町、函館市銭亀沢に伝承されている。

起こし船に乗り込む16，7名もの若い衆は一斉に網側の船端に艫（船尾）から舳（船首）まで一直線にならび、掛け声を唱和しつつ網を揚げる。大切なことは一同が平均的に力を加え同一のスピードで網を上げることで、一方が起こし遅れればその側に内部のニシンが殺到し、時には網を破り事故にもつながる。起こし船の艫と船首にはそれぞれ船頭が配置され、漁夫の動作を見張って平均的な操作を保たせる。

#### 切り声
「ヤーセイ」や「ドッコイショ」の掛け声を重ねつつ1時間以上も網起こし作業を続ければ、ニシンの魚群は身網と枠網の連結部分「上スド」にまで追い込まれる。その重量が人力では持て余すまでに至ると掛け声は「キリ声」あるいは「木遣り」と呼ばれる最大限に気合の篭った合唱に至る。
どっこーおせー どっここせーいのこら
エー
よいやーさー
アラ ヨーヤサー
やさの よーいさーあ
エーエエ ヨイヤアサー
よーいとおーなあ

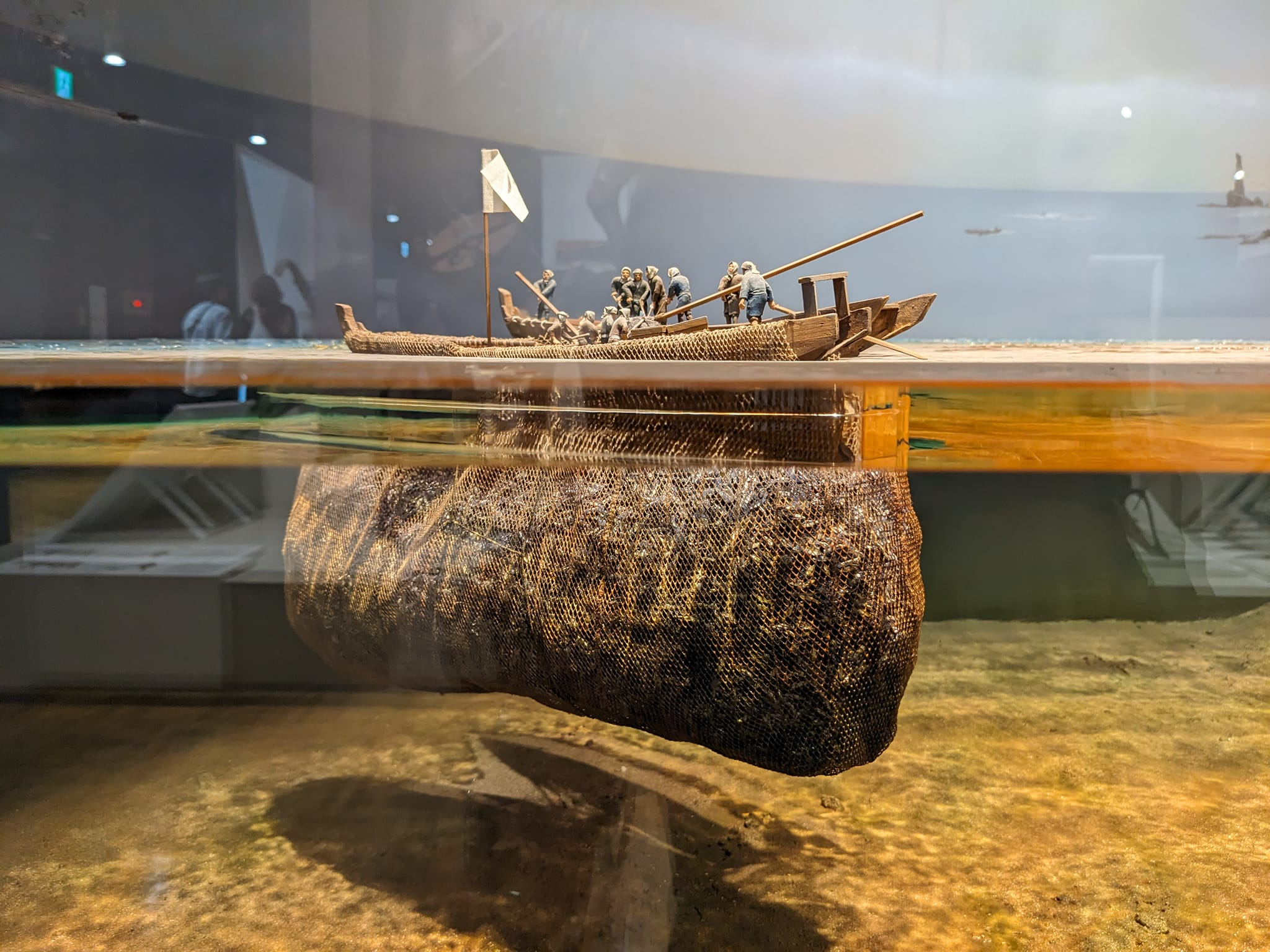
ニシン漁ジオラマ。落とし込まれた鰊で満杯になった「枠網」。（北海道博物館）

ホーラア エンヤ アラアラードオーオーコイ ヨーイトーコ ヨーイトーコナー
ほーらあーえーえ こたえたも道理じゃ やーあえーい
ヤートコセー ヨー ホーラア
千両万両の 金じゃもの よーいとなあ
ホーラー エンヤ アラアラードッコイ ヨーイトコー ヨーイトコーナー
ほーらあーえーえ これでも起きねば やーあえーい
ヤートコセー ヨー ホーラア
神々頼む よーいとなあ
ホーラー エンヤ アラアラードッコイ ヨーイトコー ヨーイトコーナー
（以下、繰り返し）
掛け声を斉唱しつつ網を引き揚げる漁夫たちは、音頭取りが唄う歌詞の部分で小休止して息を整える。そして次の掛け声の部分で再度渾身の力を振るって建て網を引き上げることを繰り返し、建て網に満ちるニシンを枠網の中に落としこんでいく。一回目の網起こしが済んでも、建て網の口を開ければ新たなニシンが続々と入り込む。こうして新たな網起こしが続けられる。
300石 (200t) の容積がある枠網を満たすには、どんなに大漁でも6、7回の網起こし作業を必要とした。

### 沖揚げ音頭（ソーラン節）

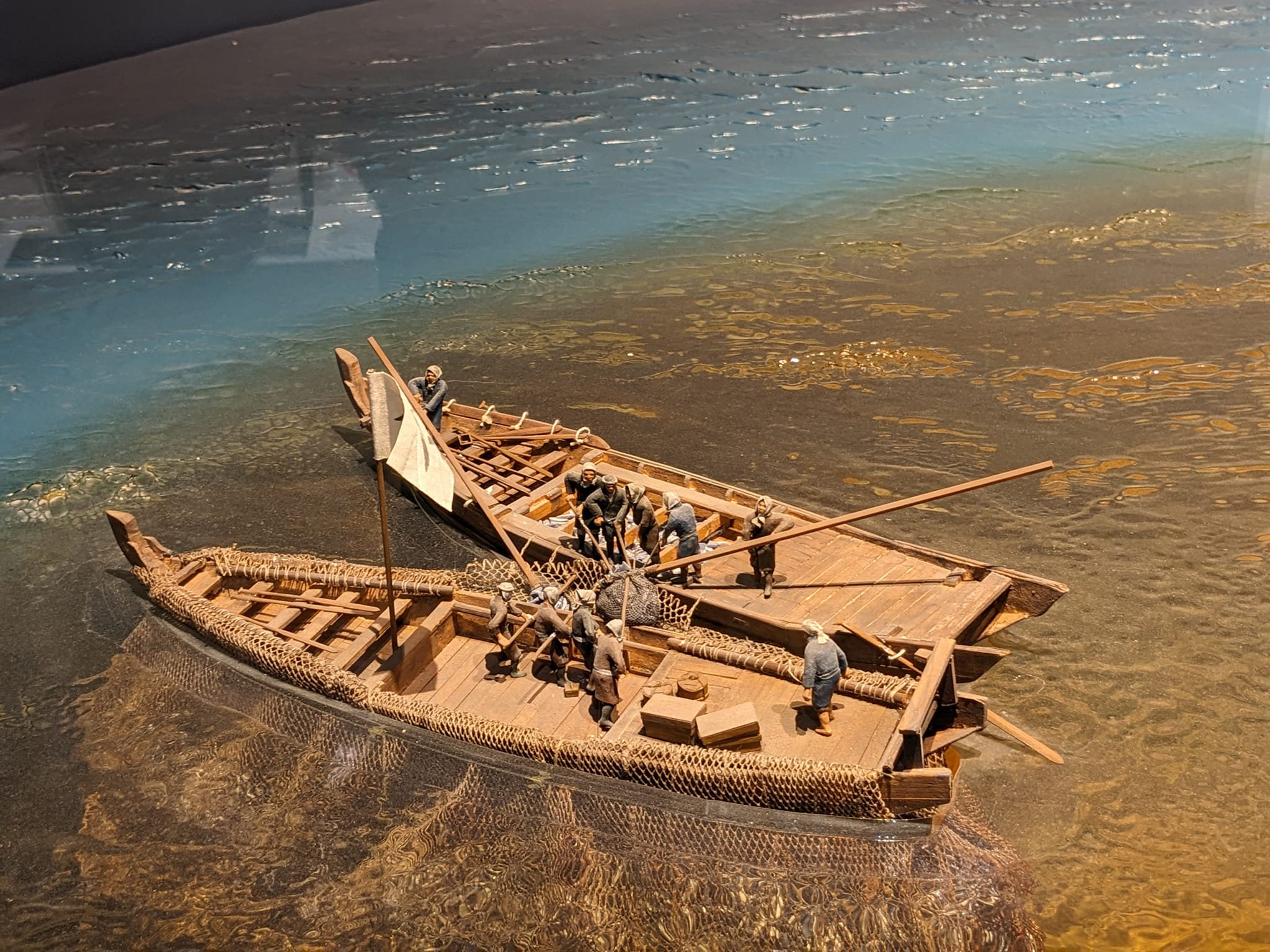
沖揚げ作業。枠網内部のニシンをタモ網で汲み上げ、運搬用の汲み船に移し替える（北海道博物館）

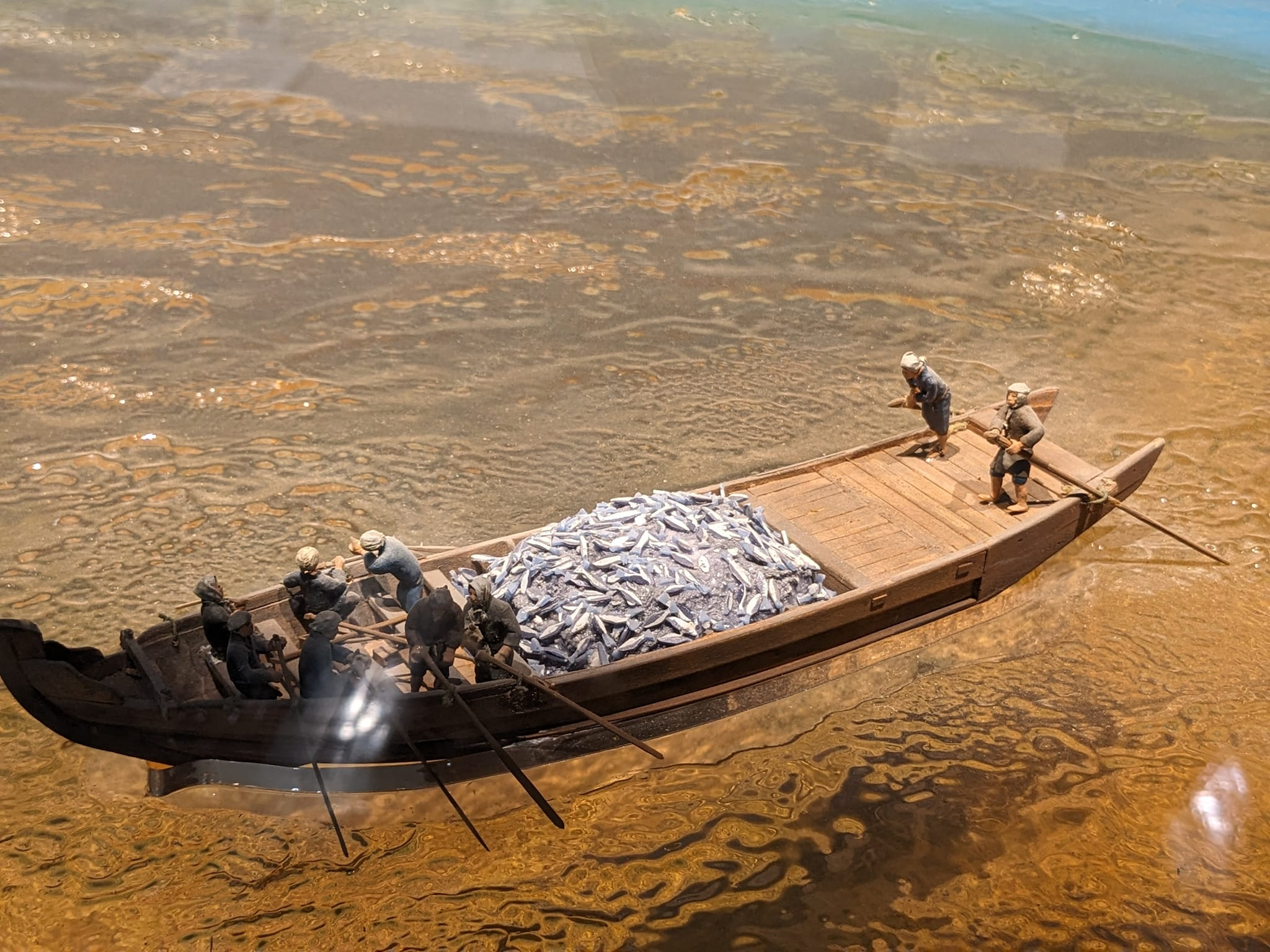
ニシンで満杯になった汲み船を、船着き場まで漕ぎ寄せる。（北海道博物館）

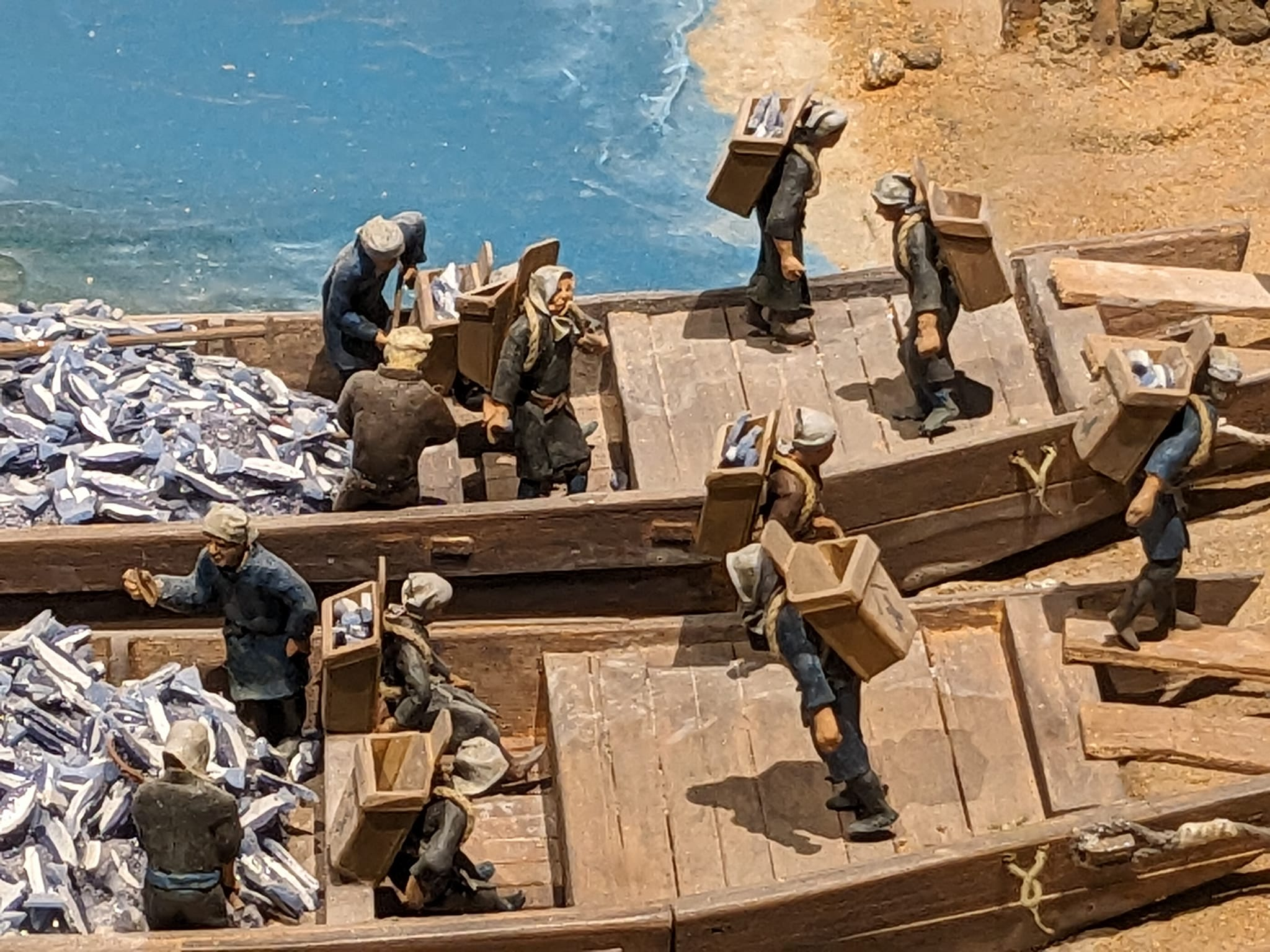
汲み船のニシンを、木製の背負い箱「モッコ」に移して運ぶ（北海道博物館）

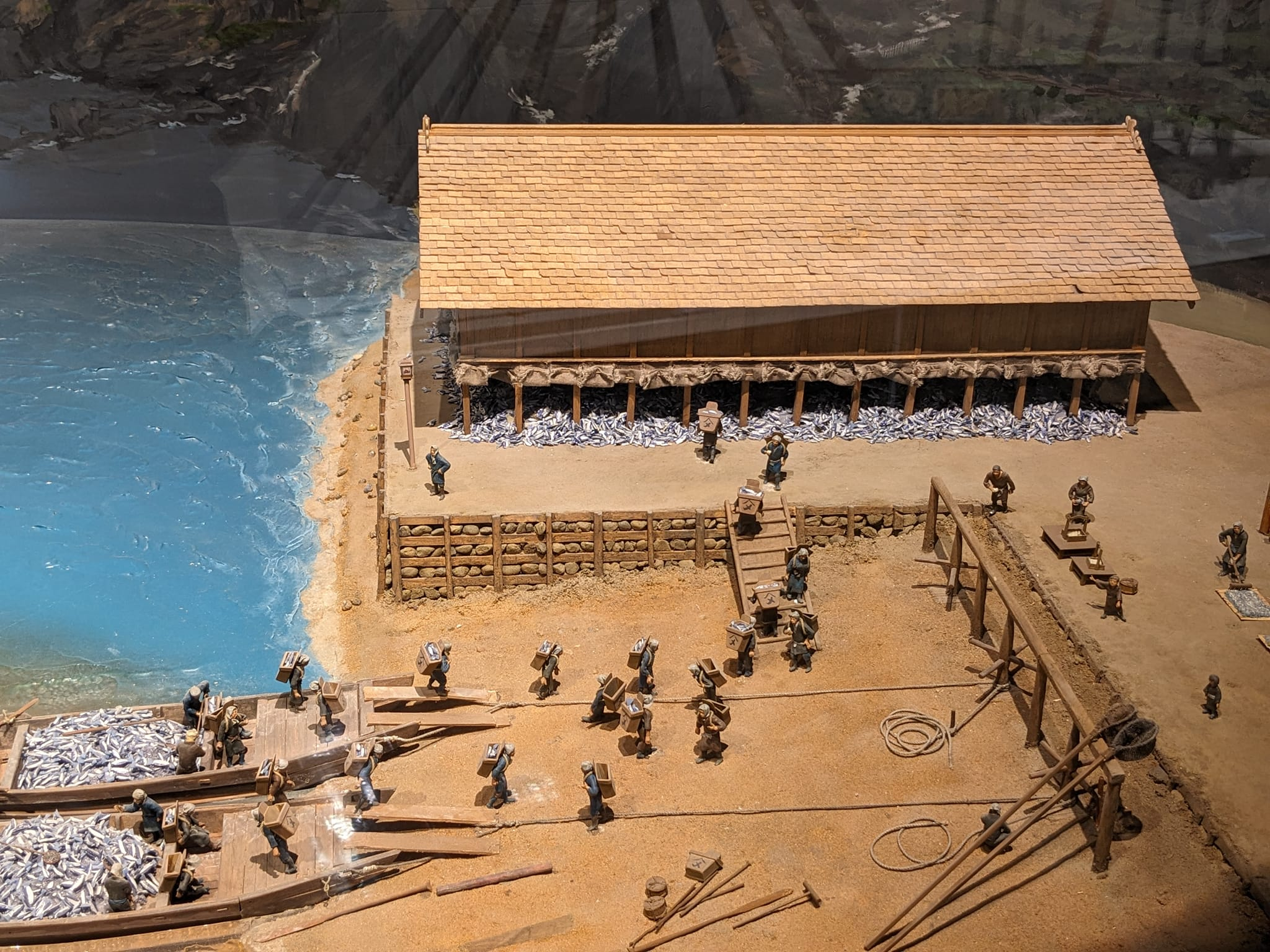
運んだニシンは、ロウカと呼ばれる板倉に一時的に保管する（北海道博物館）

網起こし作業が一段落した後、ニシンで満ちた枠網を海中に吊るした枠船は、陸に近く波穏やかな場所まで漕ぎ進む。陸からは10人ほどが乗り込んだニシン運搬専用の船・汲船（くみぶね）が往来し、枠網内のニシンを直径1m、深さ2mはある巨大なタモ網で掬い上げ、汲船内部に移しかえる。タモ網の容積は400キログラムにも及ぶため、周囲の者が「アンバイ棒」と呼ばれる二股の棒でタモ網の柄を支え、「ヤシャ鉤」と呼ばれる長さ1 mほどの木製の鉤で網を引き揚げて補佐する。
この沖揚げ作業の中で歌われるのが「沖揚げ音頭」である。
ヤーレンソーランソーラン ソーランソーラン
鰊来たかと鴎に訊けば わたしゃ発つ鳥 波に聞け チョイ
ヤサエンエンヤーーーァサーァノ ドッコイショ ハードッコイショドッコイショ
（以下、囃し言葉省略）
一団の中で特に腕力が優れた若者がタモ網の柄を握り、枠網に突き入れる。タモがニシンで満ちるまでの間、周囲の漁夫はヤシャ鉤やアンバイ棒で船板を打って調子を取りつつ「ソーラン」「ソーラン」と囃したてる。現在、「北海道民謡」として洗練された「ソーラン節」では、「ソーラン」の掛け声は5回か6回の繰り返しだが、沖揚げ音頭ではニシンがすぐさまタモ網に満ちる沖揚げ初段では2，3回、作業が進んで枠網内のニシンが減るにつれソーランを幾度となく連呼していく。
タモ網が満たされたところで音頭取りが歌詞を歌い上げ、その間にタモ網の柄を操る「タモ立て」は小休止する。そしてヤシャ鉤にアンバイ棒の担当が「チョイ　ヤサ　エー」の合図で、操るヤシャ鉤とアンバイ棒で一気にタモ網を引き上げ、「ドッコイショ」の声と共に汲舟にニシンを打ち撒ける。タモ内部のニシンが一度で落ちなければ、やはり幾度でも「ドッコイショ」を繰り返す。
沖上げ作業を30分も続ければ、汲み船は満杯になる。汲船の積載量は10石程度ゆえ、枠網1杯300石のニシンを処理するには20往復は必要であり、文字通り不眠不休の重労働である。揺れ動く船の上での単調な肉体労働は疲れと眠気を誘う。4月の北海道の海は冷たく、海に転落すれば命にかかわりかねない。そのため音頭取りは、わざとおどけた内容、或いは卑猥な内容の歌詞を歌い上げ、漁夫の目を覚まさせ笑いを誘う。
以下は、卑猥な歌詞の一例である。
漁場によっては唄の音頭取りのみを担当する「ハオエ船頭」が船に乗り込み、作業中にあらゆる唄を繰り出しては漁夫の統制を図っていた。ハオエ船頭は網起こしなどの肉体労働には関わらない立場ながら報酬は高く、一般漁夫の給金が一漁期で30円だった時代に50円を稼ぎ揚げた。そのかわり、美声で歌唱力に優れ、なおかつ即興で歌詞をひねり出しては唄い上げる才能が要求される。
以降は、陸上の作業に移る。船着場に船尾から接岸した汲船のニシンをポンタモ（ポンはアイヌ語で小さいの意）と呼ばれる小型のタモで掬い上げ、運搬係が背負う木製の背負い箱「モッコ」に放り込む。モッコ背負いの女衆がポンタモを操る漁夫の意中の相手ならば、量に手心を加えあえて少なくしてやる、そんなやり取りも漁場の噂だったモッコ背負いは船着き場とロウカを往復し、ニシン運びに邁進する。逆三角形のモッコを背負ったまま体を傾ければ、要領よく中のニシンが排出される。
汲船1艘に詰まれるニシンは容積20kgのモッコで120-130杯分となり、モッコ背負い20人が休まず運んでも1時間は要する。つまり300石の枠網を満たすニシンをすべて陸揚げするには丸2日かかるわけである。そのため枠網2、3枚が満杯になるような大漁の折は、漁場の漁夫や雇いの女衆では手が足らず、近在の女性、さらに臨時休校で駆り出された児童までが出面（でめん）に雇われ、食事は握り飯や刻みたくあんの歩き食いで済ませながら不眠不休でモッコ背負いに従事した。数10キロの荷を背負っての船着き場とロウカの単純な往復作業は疲れを誘う。疲れのあまり歩いたまま眠りかけ、頭からニシンの山に落ちる者すらいたという。
モッコ背負いの報酬は「貰いモッコ」と呼ばれるニシン現物支給で支払われる。
沖行きの漁夫が1日7、8モッコ、モッコ背負い専門の男子が6モッコ、飯炊きや鰊潰し（鰊加工）の女衆が4モッコなのに対し、沖上げでタモ網を操る「タモ立て」は重労働の見返りとして9、10モッコも貰えた。現物支給のニシンは各自が身欠きにしん、あるいは釜場を借りて鰊粕に加工して換金した。
ロウカに蓄えられた生ニシンは少量を鮮魚として出荷するほかは、すべて身欠きニシンや鰊粕に加工して本州方面に出荷する。

### 子叩き音頭（イヤサカ音頭）

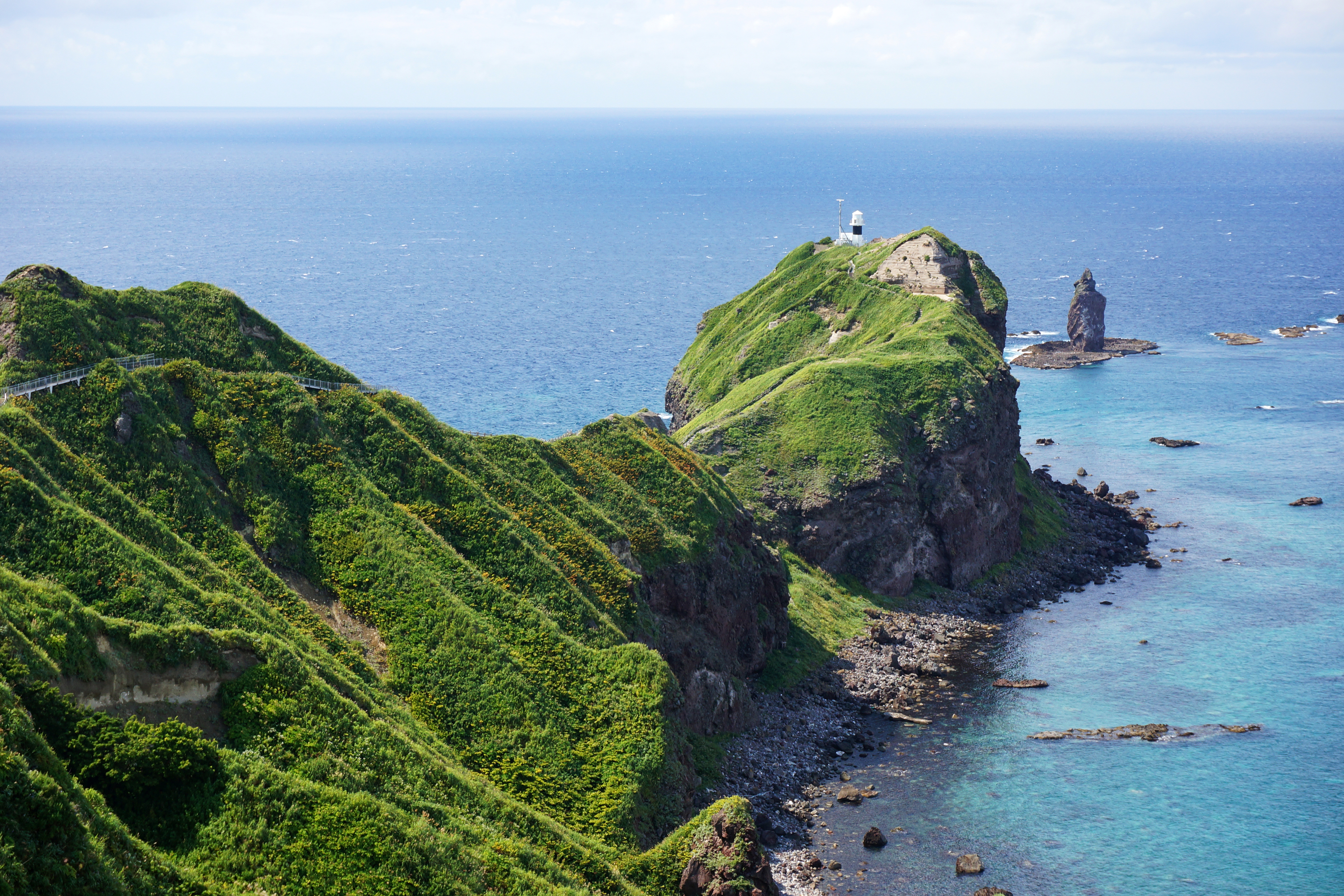
積丹半島先端の神威岬。沖の「神威岩」には和人の女を嫌う神が棲むと伝えられ、その伝承は「江差追分」など様々な民謡に唄いこまれた。

一連のニシン漁に使用された網には、追い込まれたニシンが産んだ大量の魚卵（カズノコ）がこびり付いている。
そのまま放置すれば乾燥して固まり、網の水切れを悪くして漁の妨げになってしまう。そのために漁ごとに網を陸上に揚げ、10数人掛りで広げて竹の棒で打ち、卵をふるい落とさなくてはならない。この作業の折に唄われたのが、子叩き音頭である。元唄は青森県民謡の「鯵ヶ沢甚句」「どだればち」「嘉瀬の奴踊」だと考えられる。これらの歌はもともと盆踊り歌だが、津軽方面出身のヤン衆が子叩き作業の折に故郷の唄を口ずさんだのが定着したものと考えられている。子叩き音頭は現在では囃し言葉にちなみ、「イヤサカ音頭」とも呼ばれている。
ヨーイヨーイ ヨイヨイヨイ アリャリャン コリャリャン ヨーイトナー ヨイヨイ
咲いた桜になぜ駒繋ぐ
アラ イヤサカサッサ
駒が勇めば ノォ 花が散る
アリャ 花が散る 勇めば ノォ 花が散る
（以下、囃し言葉省略）
男女共同で行う陸上の安全な作業ゆえ、仕事唄として唄われる子叩き音頭は洗練された上品な歌詞が多い。囃子言葉の「ヨーイヨーイヨイヨイヨイ　アリャリャンコリャリャン　ヨーイトナー」は網起こし音頭の「切り声」に似ている。竹内勉は「沖で切り声を操るハオエ船頭に憧れた若い衆が、女性たちの前で囃子言葉を真似て披露したのではないか」と推察している。

## 現在の鰊場作業唄

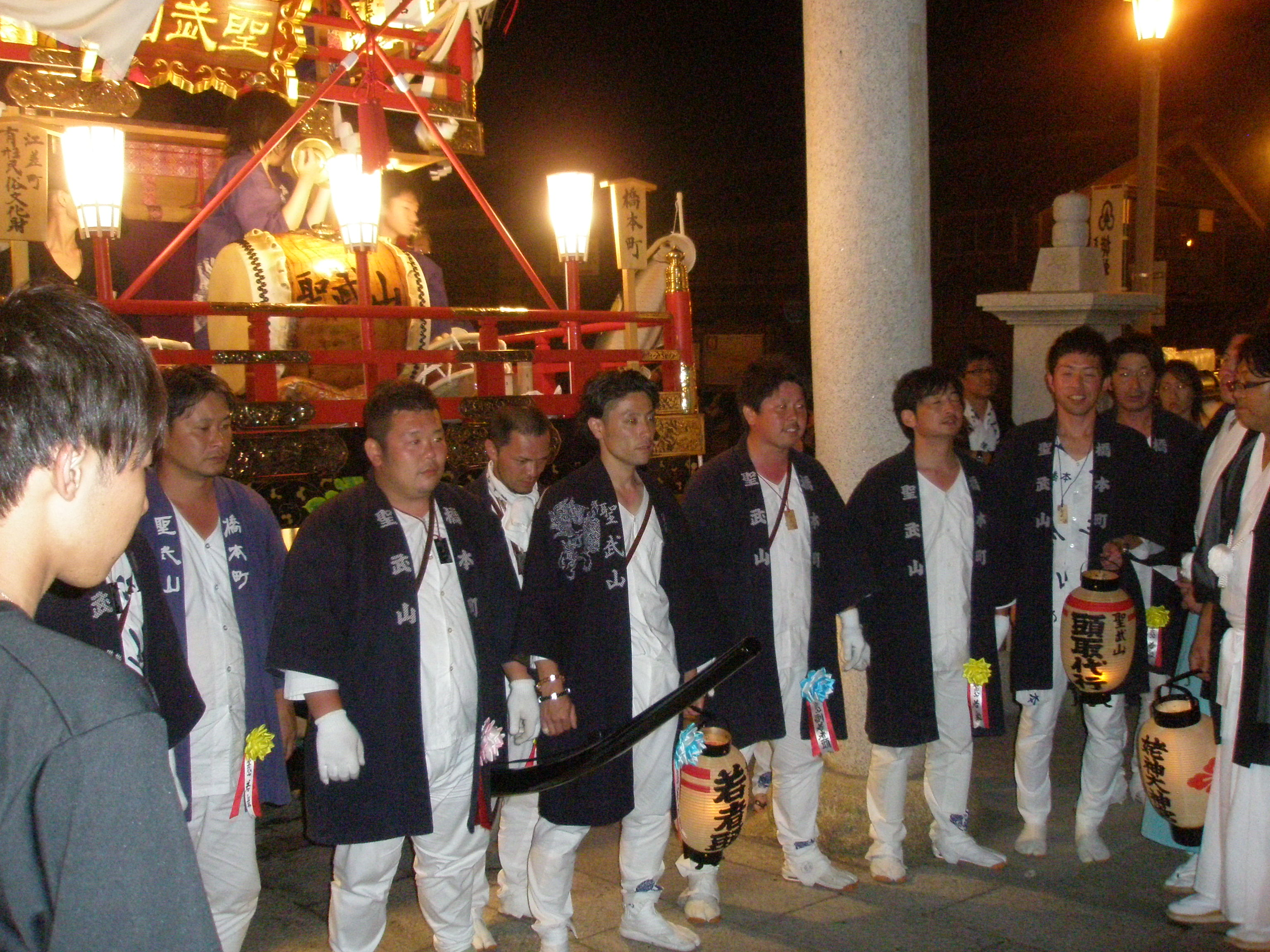
江差町、姥神大神宮渡御祭で、「切り声」を奉納する人々

明治30年（1897年）には97万5千tの漁獲高を誇り、近代の北海道経済と西日本の農業を担ったニシンだが、大正初期より漁獲高が激減し始める。大正9年（1920年）より渡島半島の瀬棚や島牧で群来が途絶し、昭和7年（1932年）よりは積丹半島以南が皆無、昭和10年（1935年）より留萌以南が皆無となり、昭和32年（1957年）を最後にして春ニシンの群来は全く途絶する。その理由については「森林破壊」、「海流、海水温の変化」、「乱獲」など様々な説があるが、決定的な物はない。ニシン漁が廃れ、漁村が過疎の波に飲まれる中で鰊場作業唄が唄われる場も失われた。2000年代以降、北海道日本海沿岸ではニシンの漁獲量が回復しつつあるが、漁の機械化や雇用形態の変化を経た現在、ニシン漁の場で唄われることはない。

### 伝承団体の発足
だがニシンの「千石場所」として栄えた地域では、鰊場作業唄を伝承する動きも生まれた。小樽市忍路ではニシン群来が去って20年後の昭和49年(1974年)、札幌テレビが忍路地区のニシン漁労を収録するに当たって小樽市漁業組合10区（忍路）の漁師が17名集ったのを契機として「忍路鰊場の会」が発足、ニシン漁労の労作唄と儀礼を伝承している。昭和55年(1980年)には小樽市無形民俗文化財に指定され、平成3年（1991年）にはキングレコードから発行されたCD「日本のワークソング」において、「忍路鰊場の会」のニシン漁労労作唄が「鰊場作業唄」として紹介された。
積丹半島の美国郡美国町ではニシン漁が終盤になりかけた昭和26年（1951年）秋、「お座敷唄化していくソーラン節を、漁師の苦労も喜びも歌い込んだほんとうの作業歌として永久に残しておきたかった」との思いから翌年、美国町に観光協会が設置されたのを契機に「美国鰊場音頭保存会」が発足した。その後、昭和31年（1956年）に町村合併によって積丹町になった後は「積丹鰊場音頭保存会」と改称した。昭和54年(1979年）には美国小学校に郷土芸能愛好会が発足。その後「美国子供鰊場音頭愛好会」となり、小学4年以上の男女、父母も含めた会員が踊りともども鰊場音頭の正しい歌い方と、ニシン漁の作業手順や当時の町の様子を学びながら文化を伝承している。同様の保存会は、江差町や余市町をはじめ全道に十数カ所もある。それぞれの地域の鰊場作業唄には節回しに微妙な違いがあり、各地域の伝統を受け継ぐべく活動を続けている。

### 祭礼での伝承
江差町姥神大神宮で毎年夏に執り行われる姥神大神宮渡御祭では、山車の曳き手が辻々で鰊場作業唄の網起こし音頭「切り声」を斉唱する。神恵内村、泊村、礼文町などニシン漁で栄えた村落では、地元の神社の祭礼で神輿を担ぐ折の掛け声に「船漕ぎ音頭」の「オーシコー」を用いる。北海道内以外でも、ヤン衆を輩出した青森県野辺地町、八戸市などでは「郷土芸能」として鰊場作業唄が伝承されている。また、和太鼓の楽団「鼓童」は、網起こし音頭の掛け声「ドッコイショ」を導入部に用いた和太鼓の楽曲「沖揚げ音頭」を発表している。

### 民謡の展開
以下、鰊場作業唄を起源とする民謡や楽曲を解説する。

#### 道南艪漕ぎ唄
オースコー　エーエ
オースコー　エー
エンヤーサーノ　オースコーエーエ
オースコー　エーンヤー
押せや押せ押せ　二挺艪で押せや
押せば港が　近くなる
沖で鴎が鳴くその時は
浜は大漁で春が来る
泣いてくれるな　出舟の時は
沖で艪櫂が　手につかぬ
鰊場の船漕ぎ音頭を基に生まれた新民謡。昭和45年(1970年)に函館市在住の民謡家・佐々木基晴がコロムビアレコードに吹き込み、以降、広まっていった。

#### 船漕ぎ流し唄
苫小牧市在住の金沢与一が寿都町のニシン漁場で働いた折に聞き覚えた、船漕ぎ唄を札幌在住の民謡家・松本晁章が採集し、節回しを整えた。そして同じく札幌の民謡家・佐々木基晴に依頼し、昭和40（1965年）に佐々木基晴の唄でNHK札幌放送局より放送した。翌年、松本の弟子が「キンカン素人民謡名人戦」に出場して唄ったところ審査員の興味を引き、さらに東京在住の民謡歌手・斎藤京子がコロムビアレコードに吹き込んだ。そして1969年、東京の国立劇場で開催された「日本の民謡」において佐々木基晴、松本晁章の両名が無伴奏で熱唱したことが契機で全国的に広まった。
なお「船漕ぎ流し唄」の歌詞は「新民謡」として作詞されたもの故、著作権の関係でここに記すことはできない。

#### ソーラン節
昭和10年（1935年）頃、札幌市在住の民謡家・今井篁山が鰊場作業唄の「沖揚げ音頭」に三味線の伴奏をつけ、雑多な歌詞の中から「舞台や座敷での披露に耐えうるもの」を選び抜いて「ソーラン節」として成立させた。元来の沖揚げ音頭では「ソーラン」の語は大タモ網がニシンで満ちる迄は幾度となく繰り返されたが、今井は
「エー　ヤァレン　ソーラン　ソーラン　ソーラン　ソーラン　ハイハイ」
と、「ソーラン」を4回に固定し、さらに調子を整えるため、沖揚げ音頭には存在しなかった「ハイハイ」の語を加えた。。後に江差追分の歌い手だった初代浜田喜一が昭和32年(1957年)頃、自身の美声を生かすべく唄い出しの「ヤーレン」に小節を挿入して伸ばし、また5回繰り返す「ソーラン」の3遍目を「ソラン」と縮めて変化をつけた。
当時、民謡研究家の町田嘉章は「浜田喜一ぶし」を「仕事唄の沖揚げ音頭としては邪道」とし主張したが、浜田喜一の旋律は美声を旨とする民謡歌手に好まれて「主流」になり、元来の沖揚げ音頭の旋律は各地の「沖揚げ音頭保存会」の間でしか唄われなくなってしまった。竹内勉は昭和44年（1969年）、北海道瀬棚郡北桧山町（現在の久遠郡せたな町）の太櫓地区で地元の漁師に請い「鰊場音頭」を採録したが、彼らが唄った「沖揚げ音頭」は、「浜田喜一ぶしのソーラン節」だった。だが唄いおえた演者は、「昔は『ハイハイ』はついていなかった」と証言したという。

### 合唱曲
さらに近年は西洋音楽にルーツを持つ合唱組曲でも、鰊場作業唄をモチーフにした新たな楽曲が発表されている。作曲家の寺嶋陸也は、北海道東部・オホーツク海沿岸の紋別市に伝わる鰊場作業唄を元に「男声合唱のためのオホーツク・スケッチ」を作曲し、松下耕は日本海側、小樽市忍路の鰊場作業唄を元に混成合唱曲「混声合唱のための日本の仕事唄」を作曲した。